# Österreichischer Fußball-Cup 2012/13

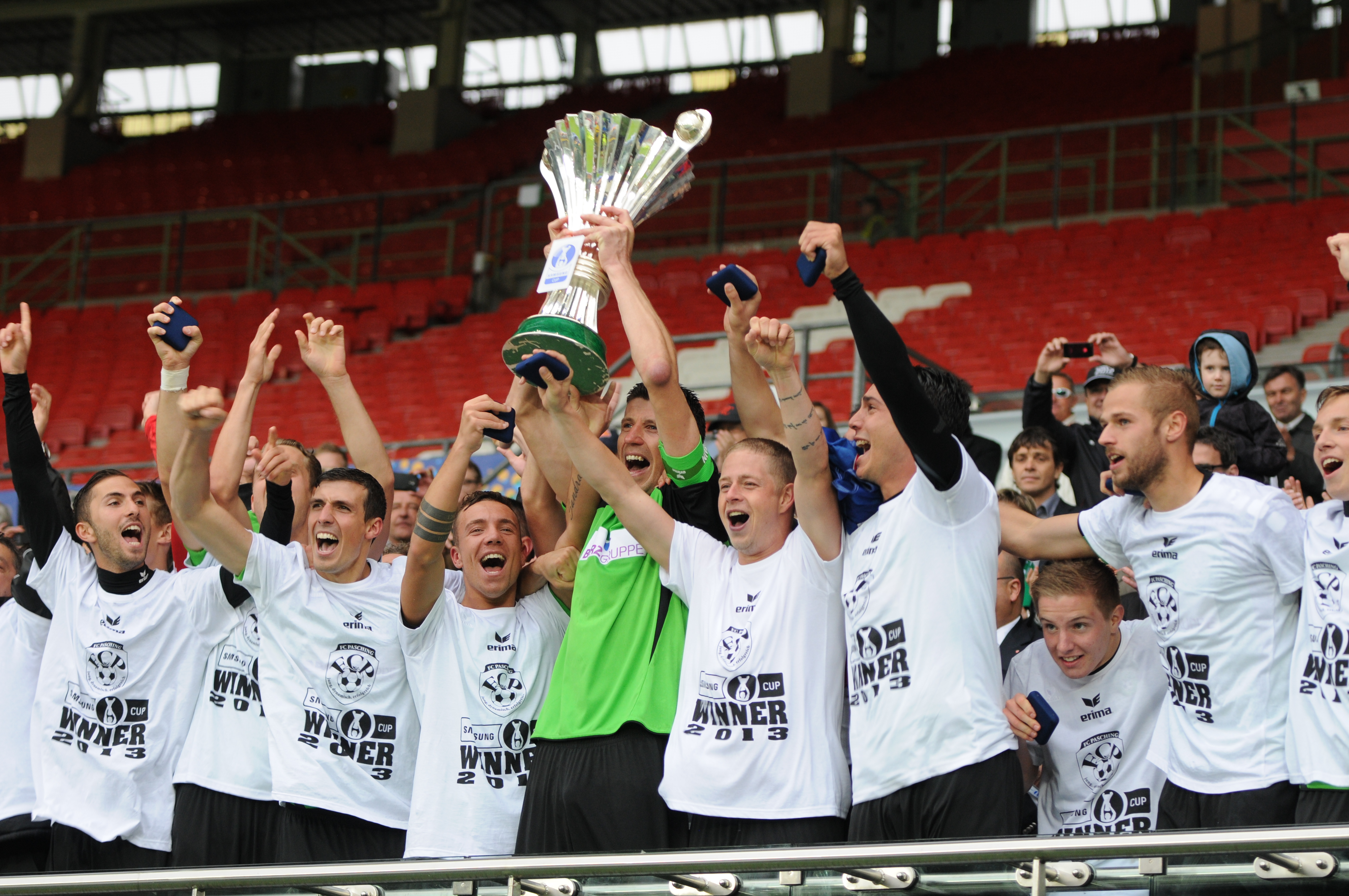
Die Spieler des FC Pasching nach der Übergabe des ÖFB-Cups

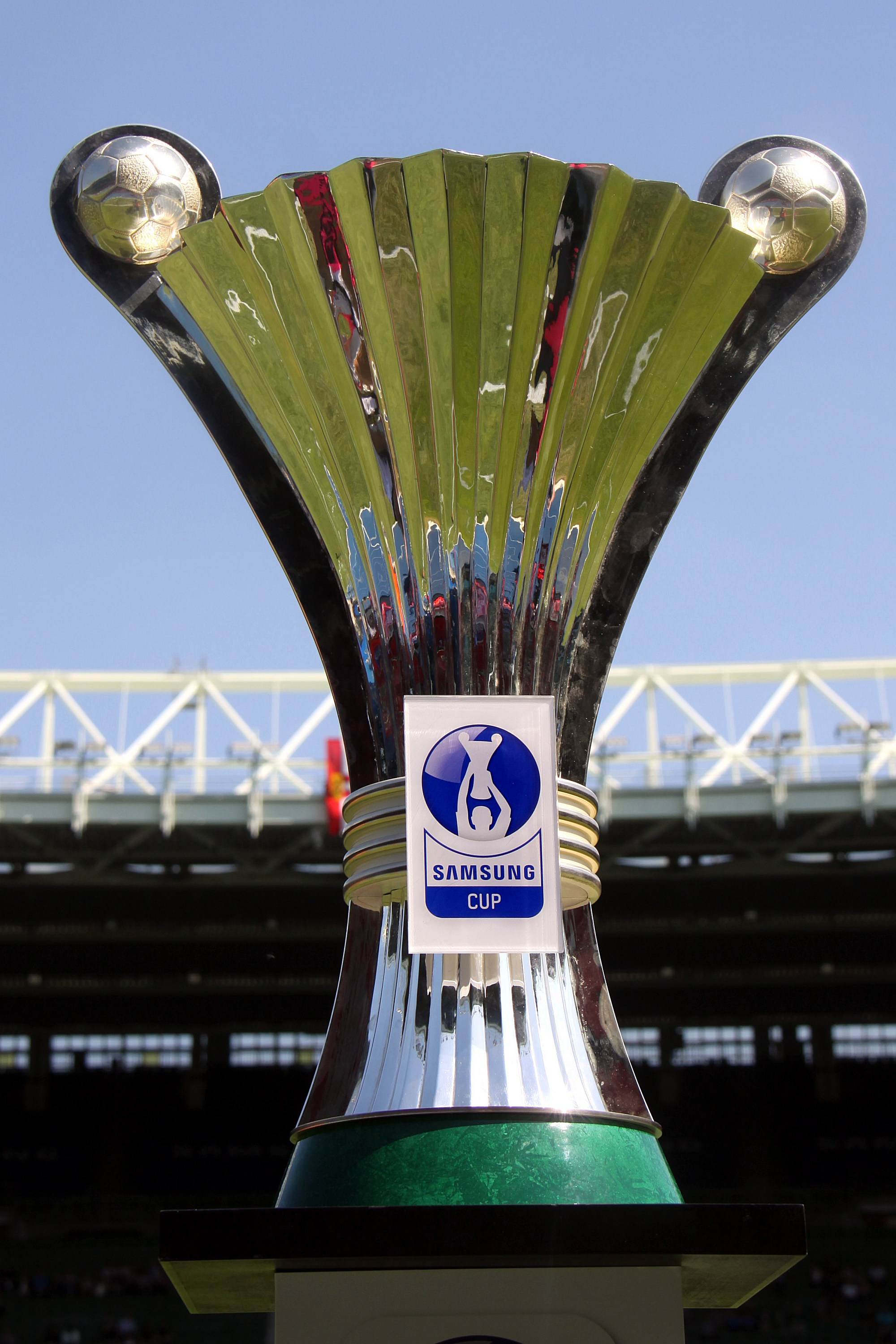
Trophäe des ÖFB-Cups seit 2004.

Der Cup des Österreichischen Fußball-Bundes wurde in der Saison 2012/13 zum 78. Mal ausgespielt. Die offizielle Bezeichnung des Wettbewerbs lautet zum dritten Mal in Folge „ÖFB Samsung-Cup“.
Mit dem FC Pasching sicherte sich erstmals in der Geschichte des ÖFB-Cups ein Verein der dritten Leistungsstufe den Cupsieg. Die Paschinger besiegten dabei  den aktuellen Meister (FK Austria Wien), den Vizemeister (FC Red Bull Salzburg) und den Meisterschaftsdritten (SK Rapid Wien), ohne dabei Heimvorteil gehabt zu haben. Den entscheidenden Treffer zum 1:0-Sieg im Finale gegen den FK Austria Wien erzielte Daniel Sobkova.
Der FC Pasching ist als Sieger berechtigt, an der vierten und letzten Qualifikationsrunde, dem Play-off zur UEFA Europa League 2013/14 teilzunehmen.
Für die Saison 2012/13 wurde eine Reform des Cups beschlossen. Mit dieser Reform wurde beschlossen, die Vorrunde abzuschaffen, es kann aber intern in den Landesverbänden eine Vorrunde ausgetragen werden. Die Relegationsverlierer erhalten in der ersten Runde nicht mehr automatisch Heimrecht. Live-Spiele vor dem Viertelfinale wurden mit Sporteo vereinbart. Eine Arbeitsgruppe namens „Infrastruktur“ hatte die Bedingungen formulieren, die zur Durchführung eines auf Landesverband-Plätzen Spieles notwendig sind. Die Mannschaften aus den Landesverbänden, die bei einer Landesverbandmannschaft antreten, wurden nicht mehr pauschal entschädigt, sondern nach tatsächlich gefahrenen Kilometern. Die Vereine durften unter bestimmten Bedingungen erhöhte Eintrittspreis verlangen. Amateurmannschaften durften nicht mehr am Cup teilnehmen. Das Finale wurde für die nächsten fünf Jahre an einen fixen Standort vergeben. Die erste Runde begann bereits früher als anfangs geplant, am 12. Juli, mit dem Spiel des Regionalligisten FAC Team für Wien gegen den SCR Altach aus der zweithöchsten Spielklasse.
Die Spiele des ÖFB-Cups waren nicht nur eine Frage des Prestiges, sondern auch ein Kampf um Preisgelder. So erhielten die Teilnehmer der zweiten Runde 4.000 Euro Antrittsgeld. Im Achtelfinale erhielten diese 8.000 Euro, im Viertelfinale 25.000 Euro und im Halbfinale 40.000 Euro. Die beiden Endspielteilnehmer wurden mit 120.000 Euro belohnt. Dazu kamen die Werbeeinnahmen und die geteilten Zuschauereinnahmen.

## 1. Runde
In der ersten Runde, in der 64 Mannschaften teilnehmen, sind die zehn Mannschaften der Bundesliga und die zehn Mannschaften der Ersten Liga fix qualifiziert. Die restlichen 44 Plätze werden auf andere Mannschaften verteilt.
| Bundesliga | Erste Liga | Landes-Cup-Sieger |
| --- | --- | --- |
| - FC Red Bull Salzburg - SK Rapid Wien - FC Admira Wacker Mödling - FK Austria Wien - SK Sturm Graz - SV Ried - FC Wacker Innsbruck - SV Mattersburg - SC Wiener Neustadt - Wolfsberger AC                                                           | - Kapfenberger SV - SCR Altach - SC Austria Lustenau - SKN St. Pölten - FC Blau-Weiß Linz - SV Grödig - First Vienna FC 1894 - FC Lustenau 07 - TSV Hartberg - SV Horn                                                    | - SV Heiligenkreuz (B) - SV Spittal/Drau (K) - FC Rohrendorf/Gedersdorf (NÖ) - SV Grün-Weiß Micheldorf (OÖ) - SV Austria Salzburg (S) - Deutschlandsberger SC (ST) - FC Kufstein (T) - FC Dornbirn (V) - SC Wiener Viktoria (W) |
| Relegationsverlierer: | | |
| - WSG Wattens - Grazer AK | | |
| Regionalliga | Regionalliga | Landesliga |
| - SC-ESV Parndorf 1919 (B) - SV Stegersbach (B) - SAK Klagenfurt (K) - SK Austria Klagenfurt (K) - Villacher SV (K) - 1. SC Sollenau (NÖ) - SKU Amstetten (NÖ) - FC Pasching (OÖ) - LASK Linz (OÖ) - Union St. Florian (OÖ) - Union Vöcklamarkt (OÖ) | - FC Pinzgau Saalfelden (S) - TSV St. Johann im Pongau (S) - DSV Leoben (ST) - FC Gratkorn (ST) - USV Allerheiligen (ST) - FC Hard (V) - SC Bregenz (V) - FAC Team für Wien (W) - SV Schwechat (W) - Wiener Sportklub (W) | - SV Oberwart (B) - ASK Bad Vöslau (NÖ) - SC Retz (NÖ) - SCU Ardagger (NÖ) - SV Gaflenz (NÖ) - SV Wallern (OÖ) - Salzburger AK 1914 (S) - SC Kalsdorf (ST) - SC Schwaz (T) - SV Reutte (T) - FC Wolfurt (V) - SC Ostbahn XI (W) |

### Ergebnisse der 1. Runde
Es ergeben sich insgesamt 32 Spielpaarungen.
| Datum         | Liga | Liga | Liga | Heimmannschaft | | Gastmannschaft | Ergebnis |
| ------------- | --- | --- | --- | --- | --- | --- | --- |
| 12. Juli 2012 | RL | – | EL | FAC Team für Wien | – | SCR Altach | 0:1 (0:1) |
|               | Torschützen: | Torschützen: | Torschützen: | 0:1 (27.) Hannes Aigner | 0:1 (27.) Hannes Aigner | 0:1 (27.) Hannes Aigner | 0:1 (27.) Hannes Aigner |
| 13. Juli 2012 | RL | – | LL | FC Hard | – | SC Schwaz | 1:0 (0:0) |
|               | Torschützen: | Torschützen: | Torschützen: | 1:0 (90.) Lukas Vogel | 1:0 (90.) Lukas Vogel | 1:0 (90.) Lukas Vogel | 1:0 (90.) Lukas Vogel |
| 13. Juli 2012 | RL | – | BL | SC-ESV Parndorf 1919 | – | FC Admira Wacker Mödling | 0:3 (0:1) |
|               | Torschützen: | Torschützen: | Torschützen: | 0:1 (35.) Philipp Hosiner, 0:2 (50.) Philipp Hosiner, 0:3 (71., Strafstoß) Benjamin Sulimani | 0:1 (35.) Philipp Hosiner, 0:2 (50.) Philipp Hosiner, 0:3 (71., Strafstoß) Benjamin Sulimani | 0:1 (35.) Philipp Hosiner, 0:2 (50.) Philipp Hosiner, 0:3 (71., Strafstoß) Benjamin Sulimani | 0:1 (35.) Philipp Hosiner, 0:2 (50.) Philipp Hosiner, 0:3 (71., Strafstoß) Benjamin Sulimani |
| 13. Juli 2012 | RL | – | BL | WSG Wattens | – | SK Sturm Graz | 0:1 (0:0) |
|               | Torschützen: | Torschützen: | Torschützen: | 0:1 (62.) Jürgen Säumel | 0:1 (62.) Jürgen Säumel | 0:1 (62.) Jürgen Säumel | 0:1 (62.) Jürgen Säumel |
| 13. Juli 2012 | RL | – | EL | Union Vöcklamarkt | – | FC Lustenau 07 | 3:4 (2:3) |
|               | Torschützen: | Torschützen: | Torschützen: | 1:0 (4.) Manuel Gerner, 1:1 (6.) Christian Haselberger, 1:2 (9.) Abd Al Rahman Osman Ali, 1:3 (21.) Arvedin Terzić, 2:3 (34.) Manuel Gerner, 3:3 (74.) Manuel Gerner, 3:4 (90.) Enes Novinić | 1:0 (4.) Manuel Gerner, 1:1 (6.) Christian Haselberger, 1:2 (9.) Abd Al Rahman Osman Ali, 1:3 (21.) Arvedin Terzić, 2:3 (34.) Manuel Gerner, 3:3 (74.) Manuel Gerner, 3:4 (90.) Enes Novinić | 1:0 (4.) Manuel Gerner, 1:1 (6.) Christian Haselberger, 1:2 (9.) Abd Al Rahman Osman Ali, 1:3 (21.) Arvedin Terzić, 2:3 (34.) Manuel Gerner, 3:3 (74.) Manuel Gerner, 3:4 (90.) Enes Novinić | 1:0 (4.) Manuel Gerner, 1:1 (6.) Christian Haselberger, 1:2 (9.) Abd Al Rahman Osman Ali, 1:3 (21.) Arvedin Terzić, 2:3 (34.) Manuel Gerner, 3:3 (74.) Manuel Gerner, 3:4 (90.) Enes Novinić |
| 13. Juli 2012 | RL | – | BL | FC Gratkorn | – | FC Wacker Innsbruck | 0:0 – 4:5 i. E. |
|               | Torschützen: | Torschützen: | Torschützen: | keine | keine | keine | keine |
| 13. Juli 2012 | RL | – | L5 | Villacher SV | – | FC Rohrendorf/Gedersdorf (LC) | 4:2 (1:0) |
|               | Torschützen: | Torschützen: | Torschützen: | 1:0 (45.) Rok Pavličič, 2:0 (53.) Denis Čurič, 2:1 (60.) Michael Holzer, 2:2 (83.) Nikolaus Vogl, 3:2 (87.) Marco Reich, 4:2 (90.) Johannes Isopp | 1:0 (45.) Rok Pavličič, 2:0 (53.) Denis Čurič, 2:1 (60.) Michael Holzer, 2:2 (83.) Nikolaus Vogl, 3:2 (87.) Marco Reich, 4:2 (90.) Johannes Isopp | 1:0 (45.) Rok Pavličič, 2:0 (53.) Denis Čurič, 2:1 (60.) Michael Holzer, 2:2 (83.) Nikolaus Vogl, 3:2 (87.) Marco Reich, 4:2 (90.) Johannes Isopp | 1:0 (45.) Rok Pavličič, 2:0 (53.) Denis Čurič, 2:1 (60.) Michael Holzer, 2:2 (83.) Nikolaus Vogl, 3:2 (87.) Marco Reich, 4:2 (90.) Johannes Isopp |
| 13. Juli 2012 | RL | – | RL | FC Pasching | – | SV Austria Salzburg (LC) | 2:1 (2:0) |
|               | Torschützen: | Torschützen: | Torschützen: | 1:0 (9.) Kevin Hinterberger, 2:0 (25.) Davorin Kablar, 2:1 (68.) Marko Vujić | 1:0 (9.) Kevin Hinterberger, 2:0 (25.) Davorin Kablar, 2:1 (68.) Marko Vujić | 1:0 (9.) Kevin Hinterberger, 2:0 (25.) Davorin Kablar, 2:1 (68.) Marko Vujić | 1:0 (9.) Kevin Hinterberger, 2:0 (25.) Davorin Kablar, 2:1 (68.) Marko Vujić |
| 13. Juli 2012 | RL | – | RL | SC Kalsdorf | – | SV Wallern | 3:1 (1:1) |
|               | Torschützen: | Torschützen: | Torschützen: | 1:0 (5.) Marco Heil, 1:1 (45.) Petr Voříšek, 2:1 (61.) Tadej Trdina, 3:1 (75.) Daniel Hofer | 1:0 (5.) Marco Heil, 1:1 (45.) Petr Voříšek, 2:1 (61.) Tadej Trdina, 3:1 (75.) Daniel Hofer | 1:0 (5.) Marco Heil, 1:1 (45.) Petr Voříšek, 2:1 (61.) Tadej Trdina, 3:1 (75.) Daniel Hofer | 1:0 (5.) Marco Heil, 1:1 (45.) Petr Voříšek, 2:1 (61.) Tadej Trdina, 3:1 (75.) Daniel Hofer |
| 13. Juli 2012 | LL | – | EL | Deutschlandsberger SC (LC) | – | TSV Hartberg | 1:2 (0:2) |
|               | Torschützen: | Torschützen: | Torschützen: | 0:1 (28.) Sandro Foda, 0:2 (35.) Luca Tauschmann, 1:2 (56.) Matej Vračko | 0:1 (28.) Sandro Foda, 0:2 (35.) Luca Tauschmann, 1:2 (56.) Matej Vračko | 0:1 (28.) Sandro Foda, 0:2 (35.) Luca Tauschmann, 1:2 (56.) Matej Vračko | 0:1 (28.) Sandro Foda, 0:2 (35.) Luca Tauschmann, 1:2 (56.) Matej Vračko |
| 13. Juli 2012 | RL | – | EL | FC Pinzgau Saalfelden | – | SV Grödig | 0:4 (0:3) |
|               | Torschützen: | Torschützen: | Torschützen: | 0:1 (9., Strafstoß) Mersudin Jukić, 0:2 (11.) Dominique Taboga, 0:3 (28.) Ernst Öbster, 0:4 (81.) Stefan Lexa | 0:1 (9., Strafstoß) Mersudin Jukić, 0:2 (11.) Dominique Taboga, 0:3 (28.) Ernst Öbster, 0:4 (81.) Stefan Lexa | 0:1 (9., Strafstoß) Mersudin Jukić, 0:2 (11.) Dominique Taboga, 0:3 (28.) Ernst Öbster, 0:4 (81.) Stefan Lexa | 0:1 (9., Strafstoß) Mersudin Jukić, 0:2 (11.) Dominique Taboga, 0:3 (28.) Ernst Öbster, 0:4 (81.) Stefan Lexa |
| 13. Juli 2012 | RL | – | EL | Union St. Florian | – | FC Blau-Weiß Linz | 2:1 (1:0) |
|               | Torschützen: | Torschützen: | Torschützen: | 1:0 (25., Eigentor) Thomas Höltschl, 1:1 (48.) Ernst Koll, 2:1 (80.) René Renner | 1:0 (25., Eigentor) Thomas Höltschl, 1:1 (48.) Ernst Koll, 2:1 (80.) René Renner | 1:0 (25., Eigentor) Thomas Höltschl, 1:1 (48.) Ernst Koll, 2:1 (80.) René Renner | 1:0 (25., Eigentor) Thomas Höltschl, 1:1 (48.) Ernst Koll, 2:1 (80.) René Renner |
| 13. Juli 2012 | RL | – | EL | SK Austria Klagenfurt | – | SV Horn | 3:2 (1:2) |
|               | Torschützen: | Torschützen: | Torschützen: | 0:1 (13.) Philipp Zulechner, 0:2 (23.) Miroslav Milošević, 1:2 (24.) Thierry Fidjeu-Tazemeta, 2:2 (53., Strafstoß) Matthias Dollinger, 3:2 (76.) Stefan Erkinger | 0:1 (13.) Philipp Zulechner, 0:2 (23.) Miroslav Milošević, 1:2 (24.) Thierry Fidjeu-Tazemeta, 2:2 (53., Strafstoß) Matthias Dollinger, 3:2 (76.) Stefan Erkinger | 0:1 (13.) Philipp Zulechner, 0:2 (23.) Miroslav Milošević, 1:2 (24.) Thierry Fidjeu-Tazemeta, 2:2 (53., Strafstoß) Matthias Dollinger, 3:2 (76.) Stefan Erkinger | 0:1 (13.) Philipp Zulechner, 0:2 (23.) Miroslav Milošević, 1:2 (24.) Thierry Fidjeu-Tazemeta, 2:2 (53., Strafstoß) Matthias Dollinger, 3:2 (76.) Stefan Erkinger |
| 13. Juli 2012 | LL | – | RL | Salzburger AK 1914 | – | USV Allerheiligen | 0:5 (0:3) |
|               | Torschützen: | Torschützen: | Torschützen: | 0:1 (7.) Michael Kulnik, 0:2 (14.) Robert Kothleitner, 0:3 (45.) Armend Sprečo, 0:4 (73.) Emre Koca, 0:5 (90.) Florian Lechner | 0:1 (7.) Michael Kulnik, 0:2 (14.) Robert Kothleitner, 0:3 (45.) Armend Sprečo, 0:4 (73.) Emre Koca, 0:5 (90.) Florian Lechner | 0:1 (7.) Michael Kulnik, 0:2 (14.) Robert Kothleitner, 0:3 (45.) Armend Sprečo, 0:4 (73.) Emre Koca, 0:5 (90.) Florian Lechner | 0:1 (7.) Michael Kulnik, 0:2 (14.) Robert Kothleitner, 0:3 (45.) Armend Sprečo, 0:4 (73.) Emre Koca, 0:5 (90.) Florian Lechner |
| 13. Juli 2012 | RL | – | RL | SKU Amstetten | – | SV Schwechat | 0:1 (0:0) |
|               | Torschützen: | Torschützen: | Torschützen: | 0:1 (79.) Christoph Kafka | 0:1 (79.) Christoph Kafka | 0:1 (79.) Christoph Kafka | 0:1 (79.) Christoph Kafka |
| 13. Juli 2012 | RL | – | EL | Grazer AK | – | First Vienna FC 1894 | 3:2 n. V. (2:2, 0:1) |
|               | Torschützen: | Torschützen: | Torschützen: | 0:1 (21.) Markus Pink, 1:1 (51.) Herbert Rauter, 1:2 (75.) Markus Pink, 2:2 (83.) Lukas Stadler, 3:2 (112.) Herbert Rauter | 0:1 (21.) Markus Pink, 1:1 (51.) Herbert Rauter, 1:2 (75.) Markus Pink, 2:2 (83.) Lukas Stadler, 3:2 (112.) Herbert Rauter | 0:1 (21.) Markus Pink, 1:1 (51.) Herbert Rauter, 1:2 (75.) Markus Pink, 2:2 (83.) Lukas Stadler, 3:2 (112.) Herbert Rauter | 0:1 (21.) Markus Pink, 1:1 (51.) Herbert Rauter, 1:2 (75.) Markus Pink, 2:2 (83.) Lukas Stadler, 3:2 (112.) Herbert Rauter |
| 13. Juli 2012 | RL | – | BL | Wiener Sportklub | – | FC Red Bull Salzburg (M, C) | 0:2 (0:1) |
|               | Torschützen: | Torschützen: | Torschützen: | 0:1 (31.) Ibrahim Sekagya, 0:2 (71.) Cristiano | 0:1 (31.) Ibrahim Sekagya, 0:2 (71.) Cristiano | 0:1 (31.) Ibrahim Sekagya, 0:2 (71.) Cristiano | 0:1 (31.) Ibrahim Sekagya, 0:2 (71.) Cristiano |
| 14. Juli 2012 | LL | – | EL | ASK Bad Vöslau | – | SKN St. Pölten | 1:0 (1:0) |
|               | Torschützen: | Torschützen: | Torschützen: | 1:0 (29.) Armin Paradeisz | 1:0 (29.) Armin Paradeisz | 1:0 (29.) Armin Paradeisz | 1:0 (29.) Armin Paradeisz |
| 14. Juli 2012 | RL | – | LL | SV Stegersbach | – | SV Reutte | 3:2 n. V. (2:2, 1:1) |
|               | Torschützen: | Torschützen: | Torschützen: | 1:0 (17.) Wendel, 1:1 (30.) Dominik Scheuchter, 1:2 (61.) Gerald Bucher, 2:2 (68.) Wendel, 3:2 (91.) Martin Schalk | 1:0 (17.) Wendel, 1:1 (30.) Dominik Scheuchter, 1:2 (61.) Gerald Bucher, 2:2 (68.) Wendel, 3:2 (91.) Martin Schalk | 1:0 (17.) Wendel, 1:1 (30.) Dominik Scheuchter, 1:2 (61.) Gerald Bucher, 2:2 (68.) Wendel, 3:2 (91.) Martin Schalk | 1:0 (17.) Wendel, 1:1 (30.) Dominik Scheuchter, 1:2 (61.) Gerald Bucher, 2:2 (68.) Wendel, 3:2 (91.) Martin Schalk |
| 14. Juli 2012 | LL | – | LL | SV Grün-Weiß Micheldorf (LC) | – | SC Wiener Viktoria (LC) | 0:1 (0:1) |
|               | Torschützen: | Torschützen: | Torschützen: | 0:1 (45.) Markus Kapeller | 0:1 (45.) Markus Kapeller | 0:1 (45.) Markus Kapeller | 0:1 (45.) Markus Kapeller |
| 14. Juli 2012 | RL | – | RL | SAK Klagenfurt | – | TSV St. Johann im Pongau | 1:2 (0:0) |
|               | Torschützen: | Torschützen: | Torschützen: | 0:1 (61., Strafstoß) Leonardo Barnjak, 1:1 (75.) Goran Jolič, 1:2 (76.) Milan Srećo | 0:1 (61., Strafstoß) Leonardo Barnjak, 1:1 (75.) Goran Jolič, 1:2 (76.) Milan Srećo | 0:1 (61., Strafstoß) Leonardo Barnjak, 1:1 (75.) Goran Jolič, 1:2 (76.) Milan Srećo | 0:1 (61., Strafstoß) Leonardo Barnjak, 1:1 (75.) Goran Jolič, 1:2 (76.) Milan Srećo |
| 14. Juli 2012 | RL | – | BL | SV Oberwart | – | FK Austria Wien | 1:3 (0:1) |
|               | Torschützen: | Torschützen: | Torschützen: | 0:1 (45.) Tomáš Jun, 0:2 (59.) Tomáš Jun, 0:3 (60.) Marko Stanković, 1:3 (88.) Daniel Seper | 0:1 (45.) Tomáš Jun, 0:2 (59.) Tomáš Jun, 0:3 (60.) Marko Stanković, 1:3 (88.) Daniel Seper | 0:1 (45.) Tomáš Jun, 0:2 (59.) Tomáš Jun, 0:3 (60.) Marko Stanković, 1:3 (88.) Daniel Seper | 0:1 (45.) Tomáš Jun, 0:2 (59.) Tomáš Jun, 0:3 (60.) Marko Stanković, 1:3 (88.) Daniel Seper |
| 14. Juli 2012 | RL | – | BL | DSV Leoben | – | SV Mattersburg | 1:3 (0:1) |
|               | Torschützen: | Torschützen: | Torschützen: | 0:1 (33.) Patrick Bürger, 0:2 (52., Eigentor) Markus Briza, 1:2 (66.) Mario Giermair, 1:3 (90.) Michael Mörz | 0:1 (33.) Patrick Bürger, 0:2 (52., Eigentor) Markus Briza, 1:2 (66.) Mario Giermair, 1:3 (90.) Michael Mörz | 0:1 (33.) Patrick Bürger, 0:2 (52., Eigentor) Markus Briza, 1:2 (66.) Mario Giermair, 1:3 (90.) Michael Mörz | 0:1 (33.) Patrick Bürger, 0:2 (52., Eigentor) Markus Briza, 1:2 (66.) Mario Giermair, 1:3 (90.) Michael Mörz |
| 14. Juli 2012 | RL | – | EL | SC Retz | – | SC Austria Lustenau | 1:7 (0:1) |
|               | Torschützen: | Torschützen: | Torschützen: | 0:1 (31.) Thiago, 1:1 (47.) Markus Rühmkopf, 1:2 (62.) Thiago, 1:3 (64., Strafstoß) Thiago, 1:4 (75.) Patrick Salomon, 1:5 (80.) Felix Roth, 1:6 (85.) Patrick Salomon, 1:7 (87.) Simon Kühne | 0:1 (31.) Thiago, 1:1 (47.) Markus Rühmkopf, 1:2 (62.) Thiago, 1:3 (64., Strafstoß) Thiago, 1:4 (75.) Patrick Salomon, 1:5 (80.) Felix Roth, 1:6 (85.) Patrick Salomon, 1:7 (87.) Simon Kühne | 0:1 (31.) Thiago, 1:1 (47.) Markus Rühmkopf, 1:2 (62.) Thiago, 1:3 (64., Strafstoß) Thiago, 1:4 (75.) Patrick Salomon, 1:5 (80.) Felix Roth, 1:6 (85.) Patrick Salomon, 1:7 (87.) Simon Kühne | 0:1 (31.) Thiago, 1:1 (47.) Markus Rühmkopf, 1:2 (62.) Thiago, 1:3 (64., Strafstoß) Thiago, 1:4 (75.) Patrick Salomon, 1:5 (80.) Felix Roth, 1:6 (85.) Patrick Salomon, 1:7 (87.) Simon Kühne |
| 14. Juli 2012 | RL | – | LL | LASK Linz | – | SV Spittal/Drau (LC) | 7:0 (3:0) |
|               | Torschützen: | Torschützen: | Torschützen: | 1:0 (26.) Radovan Vujanović, 2:0 (39., Strafstoß) Silvio Junior, 3:0 (42.) Harald Unverdorben, 4:0 (52.) Attila Varga, 5:0 (77.) Radovan Vujanović, 6:0 (88.) Harald Unverdorben, 7:0 (90.) Marco Koller | 1:0 (26.) Radovan Vujanović, 2:0 (39., Strafstoß) Silvio Junior, 3:0 (42.) Harald Unverdorben, 4:0 (52.) Attila Varga, 5:0 (77.) Radovan Vujanović, 6:0 (88.) Harald Unverdorben, 7:0 (90.) Marco Koller | 1:0 (26.) Radovan Vujanović, 2:0 (39., Strafstoß) Silvio Junior, 3:0 (42.) Harald Unverdorben, 4:0 (52.) Attila Varga, 5:0 (77.) Radovan Vujanović, 6:0 (88.) Harald Unverdorben, 7:0 (90.) Marco Koller | 1:0 (26.) Radovan Vujanović, 2:0 (39., Strafstoß) Silvio Junior, 3:0 (42.) Harald Unverdorben, 4:0 (52.) Attila Varga, 5:0 (77.) Radovan Vujanović, 6:0 (88.) Harald Unverdorben, 7:0 (90.) Marco Koller |
| 14. Juli 2012 | LL | – | RL | SV Gaflenz | – | 1. SC Sollenau | 1:2 (0:1) |
|               | Torschützen: | Torschützen: | Torschützen: | 0:1 (22.) Christoph Knaller, 0:2 (65.) Jürgen Csandl, 1:2 (90.) Hannes Stangl | 0:1 (22.) Christoph Knaller, 0:2 (65.) Jürgen Csandl, 1:2 (90.) Hannes Stangl | 0:1 (22.) Christoph Knaller, 0:2 (65.) Jürgen Csandl, 1:2 (90.) Hannes Stangl | 0:1 (22.) Christoph Knaller, 0:2 (65.) Jürgen Csandl, 1:2 (90.) Hannes Stangl |
| 14. Juli 2012 | RL | – | BL | SC Ostbahn XI | – | Wolfsberger AC | 1:8 (0:5) |
|               | Torschützen: | Torschützen: | Torschützen: | 0:1 (22.) Michael Liendl, 0:2 (27.) José Antonio Solano, 0:3 (36.) David de Paula, 0:4 (39.) Stephan Stückler, 0:5 (45.) Rubén Rivera, 0:6 (48.) Rubén Rivera, 1:6 (71.) Markus Holemar, 1:7 (80.) Mihret Topčagić, 1:8 (87., Strafstoß) Jacobo Ynclán                                                                    | 0:1 (22.) Michael Liendl, 0:2 (27.) José Antonio Solano, 0:3 (36.) David de Paula, 0:4 (39.) Stephan Stückler, 0:5 (45.) Rubén Rivera, 0:6 (48.) Rubén Rivera, 1:6 (71.) Markus Holemar, 1:7 (80.) Mihret Topčagić, 1:8 (87., Strafstoß) Jacobo Ynclán                                                                    | 0:1 (22.) Michael Liendl, 0:2 (27.) José Antonio Solano, 0:3 (36.) David de Paula, 0:4 (39.) Stephan Stückler, 0:5 (45.) Rubén Rivera, 0:6 (48.) Rubén Rivera, 1:6 (71.) Markus Holemar, 1:7 (80.) Mihret Topčagić, 1:8 (87., Strafstoß) Jacobo Ynclán                                                                    | 0:1 (22.) Michael Liendl, 0:2 (27.) José Antonio Solano, 0:3 (36.) David de Paula, 0:4 (39.) Stephan Stückler, 0:5 (45.) Rubén Rivera, 0:6 (48.) Rubén Rivera, 1:6 (71.) Markus Holemar, 1:7 (80.) Mihret Topčagić, 1:8 (87., Strafstoß) Jacobo Ynclán                                                                    |
| 14. Juli 2012 | RL | – | EL | SC Bregenz | – | Kapfenberger SV | 1:2 (0:1) |
|               | Torschützen: | Torschützen: | Torschützen: | 0:1 (35.) Dominic Pürcher, 1:1 (79.) Franco Joppi, 1:2 (87.) Philipp Wendler | 0:1 (35.) Dominic Pürcher, 1:1 (79.) Franco Joppi, 1:2 (87.) Philipp Wendler | 0:1 (35.) Dominic Pürcher, 1:1 (79.) Franco Joppi, 1:2 (87.) Philipp Wendler | 0:1 (35.) Dominic Pürcher, 1:1 (79.) Franco Joppi, 1:2 (87.) Philipp Wendler |
| 14. Juli 2012 | RL | – | BL | FC Kufstein (LC) | – | SV Ried | 1:4 (0:1) |
|               | Torschützen: | Torschützen: | Torschützen: | 0:1 (41.) René Gartler, 1:1 (57.) Mirza Crnkić, 1:2 (63.) Anel Hadžić, 1:3 (68., Strafstoß) René Gartler, 1:4 (76.) Andreas Schicker | 0:1 (41.) René Gartler, 1:1 (57.) Mirza Crnkić, 1:2 (63.) Anel Hadžić, 1:3 (68., Strafstoß) René Gartler, 1:4 (76.) Andreas Schicker | 0:1 (41.) René Gartler, 1:1 (57.) Mirza Crnkić, 1:2 (63.) Anel Hadžić, 1:3 (68., Strafstoß) René Gartler, 1:4 (76.) Andreas Schicker | 0:1 (41.) René Gartler, 1:1 (57.) Mirza Crnkić, 1:2 (63.) Anel Hadžić, 1:3 (68., Strafstoß) René Gartler, 1:4 (76.) Andreas Schicker |
| 14. Juli 2012 | LL | – | RL | SCU Ardagger | – | FC Dornbirn (LC) | 2:3 n. V. (2:2, 0:1) |
|               | Torschützen: | Torschützen: | Torschützen: | 0:1 (14.) Direnc Borihan, 0:2 (66.) Kevin Dold, 1:2 (88.) Alois Gschossmann, 2:2 (90.) Jakob Köstner, 2:3 (104.) Sercan Altuntas | 0:1 (14.) Direnc Borihan, 0:2 (66.) Kevin Dold, 1:2 (88.) Alois Gschossmann, 2:2 (90.) Jakob Köstner, 2:3 (104.) Sercan Altuntas | 0:1 (14.) Direnc Borihan, 0:2 (66.) Kevin Dold, 1:2 (88.) Alois Gschossmann, 2:2 (90.) Jakob Köstner, 2:3 (104.) Sercan Altuntas | 0:1 (14.) Direnc Borihan, 0:2 (66.) Kevin Dold, 1:2 (88.) Alois Gschossmann, 2:2 (90.) Jakob Köstner, 2:3 (104.) Sercan Altuntas |
| 15. Juli 2012 | LL | – | BL | FC Wolfurt | – | SC Wiener Neustadt | 2:4 n. V. (2:2, 0:1) |
|               | Torschützen: | Torschützen: | Torschützen: | 0:1 (8.) Dario Tadić, 1:1 (46.) Aleksandar Palackovic, 1:2 (76.) Thomas Fröschl, 2:2 (71.) Benjamin Neubauer, 2:3 (105.) Thomas Fröschl, 2:4 (111.) Dario Tadic | 0:1 (8.) Dario Tadić, 1:1 (46.) Aleksandar Palackovic, 1:2 (76.) Thomas Fröschl, 2:2 (71.) Benjamin Neubauer, 2:3 (105.) Thomas Fröschl, 2:4 (111.) Dario Tadic | 0:1 (8.) Dario Tadić, 1:1 (46.) Aleksandar Palackovic, 1:2 (76.) Thomas Fröschl, 2:2 (71.) Benjamin Neubauer, 2:3 (105.) Thomas Fröschl, 2:4 (111.) Dario Tadic | 0:1 (8.) Dario Tadić, 1:1 (46.) Aleksandar Palackovic, 1:2 (76.) Thomas Fröschl, 2:2 (71.) Benjamin Neubauer, 2:3 (105.) Thomas Fröschl, 2:4 (111.) Dario Tadic |
| 15. Juli 2012 | L5 | – | BL | SV Heiligenkreuz (LC) | – | SK Rapid Wien | 0:5 (0:1) |
|               | Torschützen: | Torschützen: | Torschützen: | 0:1 (34., Strafstoß) Steffen Hofmann, 0:2 (53.) Lukas Grozurek, 0:3 (60.) Guido Burgstaller, 0:4 (72.) Guido Burgstaller, 0:5 (74.) Lukas Grozurek | 0:1 (34., Strafstoß) Steffen Hofmann, 0:2 (53.) Lukas Grozurek, 0:3 (60.) Guido Burgstaller, 0:4 (72.) Guido Burgstaller, 0:5 (74.) Lukas Grozurek | 0:1 (34., Strafstoß) Steffen Hofmann, 0:2 (53.) Lukas Grozurek, 0:3 (60.) Guido Burgstaller, 0:4 (72.) Guido Burgstaller, 0:5 (74.) Lukas Grozurek | 0:1 (34., Strafstoß) Steffen Hofmann, 0:2 (53.) Lukas Grozurek, 0:3 (60.) Guido Burgstaller, 0:4 (72.) Guido Burgstaller, 0:5 (74.) Lukas Grozurek |
| Legende:      | BL = Bundesliga (1. Leistungsstufe) – EL = Erste Liga (2. Leistungsstufe) – RL = Regionalliga (3. Leistungsstufe) LL = Landesliga (4. Leistungsstufe) – L5 = 5. Leistungsstufe n. V. = nach Verlängerung – i. E. = im Elfmeterschießen M: amtierender Meister – C: amtierender Cupsieger – LC: amtierende Landescupsieger | BL = Bundesliga (1. Leistungsstufe) – EL = Erste Liga (2. Leistungsstufe) – RL = Regionalliga (3. Leistungsstufe) LL = Landesliga (4. Leistungsstufe) – L5 = 5. Leistungsstufe n. V. = nach Verlängerung – i. E. = im Elfmeterschießen M: amtierender Meister – C: amtierender Cupsieger – LC: amtierende Landescupsieger | BL = Bundesliga (1. Leistungsstufe) – EL = Erste Liga (2. Leistungsstufe) – RL = Regionalliga (3. Leistungsstufe) LL = Landesliga (4. Leistungsstufe) – L5 = 5. Leistungsstufe n. V. = nach Verlängerung – i. E. = im Elfmeterschießen M: amtierender Meister – C: amtierender Cupsieger – LC: amtierende Landescupsieger | BL = Bundesliga (1. Leistungsstufe) – EL = Erste Liga (2. Leistungsstufe) – RL = Regionalliga (3. Leistungsstufe) LL = Landesliga (4. Leistungsstufe) – L5 = 5. Leistungsstufe n. V. = nach Verlängerung – i. E. = im Elfmeterschießen M: amtierender Meister – C: amtierender Cupsieger – LC: amtierende Landescupsieger | BL = Bundesliga (1. Leistungsstufe) – EL = Erste Liga (2. Leistungsstufe) – RL = Regionalliga (3. Leistungsstufe) LL = Landesliga (4. Leistungsstufe) – L5 = 5. Leistungsstufe n. V. = nach Verlängerung – i. E. = im Elfmeterschießen M: amtierender Meister – C: amtierender Cupsieger – LC: amtierende Landescupsieger | BL = Bundesliga (1. Leistungsstufe) – EL = Erste Liga (2. Leistungsstufe) – RL = Regionalliga (3. Leistungsstufe) LL = Landesliga (4. Leistungsstufe) – L5 = 5. Leistungsstufe n. V. = nach Verlängerung – i. E. = im Elfmeterschießen M: amtierender Meister – C: amtierender Cupsieger – LC: amtierende Landescupsieger | BL = Bundesliga (1. Leistungsstufe) – EL = Erste Liga (2. Leistungsstufe) – RL = Regionalliga (3. Leistungsstufe) LL = Landesliga (4. Leistungsstufe) – L5 = 5. Leistungsstufe n. V. = nach Verlängerung – i. E. = im Elfmeterschießen M: amtierender Meister – C: amtierender Cupsieger – LC: amtierende Landescupsieger |

## 2. Runde

### Ergebnisse der 2. Runde
Die insgesamt 16 Spielpaarungen der 2. Runde wurden vom Trainer der österreichischen Fußballnationalmannschaft, Marcel Koller ausgelost.
| Datum      | Liga | Liga | Liga | Heimmannschaft | | Gastmannschaft | Ergebnis |
| ---------- | --- | --- | --- | --- | --- | --- | --- |
| 24.09.2012 | RL | – | EL | SC Kalsdorf | – | TSV Hartberg | 3:0 (2:0) |
|            | Torschützen: | Torschützen: | Torschützen: | 1:0 (11.) Tadej Trdina, 2:0 (21.) Tadej Trdina, 3:0 (51.) Marco Heil | 1:0 (11.) Tadej Trdina, 2:0 (21.) Tadej Trdina, 3:0 (51.) Marco Heil | 1:0 (11.) Tadej Trdina, 2:0 (21.) Tadej Trdina, 3:0 (51.) Marco Heil | 1:0 (11.) Tadej Trdina, 2:0 (21.) Tadej Trdina, 3:0 (51.) Marco Heil |
| 26.09.2012 | LL | – | EL | SC Wiener Viktoria (LC) | – | Kapfenberger SV | 3:3 n. V. (2:2, 2:0) – 4:1 i. E. |
|            | Torschützen: | Torschützen: | Torschützen: | 1:0 (6.) Stefan Milosavljevic, 2:0 (31.) Darryl Gordon, 2:1 (74.) Miguel Ramos, 2:2 (78., Eigentor) Murat Safin, 3:2 (94.) Markus Kapeller, 3:3 (100.) Dieter Elsneg | 1:0 (6.) Stefan Milosavljevic, 2:0 (31.) Darryl Gordon, 2:1 (74.) Miguel Ramos, 2:2 (78., Eigentor) Murat Safin, 3:2 (94.) Markus Kapeller, 3:3 (100.) Dieter Elsneg | 1:0 (6.) Stefan Milosavljevic, 2:0 (31.) Darryl Gordon, 2:1 (74.) Miguel Ramos, 2:2 (78., Eigentor) Murat Safin, 3:2 (94.) Markus Kapeller, 3:3 (100.) Dieter Elsneg | 1:0 (6.) Stefan Milosavljevic, 2:0 (31.) Darryl Gordon, 2:1 (74.) Miguel Ramos, 2:2 (78., Eigentor) Murat Safin, 3:2 (94.) Markus Kapeller, 3:3 (100.) Dieter Elsneg |
| 25.09.2012 | RL | – | EL | FC Hard | – | SCR Altach | 0:3 (0:1) |
|            | Torschützen: | Torschützen: | Torschützen: | 0:1 (26., Eigentor) Markus Grabherr, 0:2 (58.) Louis Ngwat-Mahop, 0:3 (90.) Felipe Dorta | 0:1 (26., Eigentor) Markus Grabherr, 0:2 (58.) Louis Ngwat-Mahop, 0:3 (90.) Felipe Dorta | 0:1 (26., Eigentor) Markus Grabherr, 0:2 (58.) Louis Ngwat-Mahop, 0:3 (90.) Felipe Dorta | 0:1 (26., Eigentor) Markus Grabherr, 0:2 (58.) Louis Ngwat-Mahop, 0:3 (90.) Felipe Dorta |
| 25.09.2012 | RL | – | BL | SV Stegersbach | – | FC Red Bull Salzburg (M, C) | 1:3 (0:0) |
|            | Torschützen: | Torschützen: | Torschützen: | 0:1 (49.) Georg Teigl, 0:2 (56.) Jonatan Soriano, 1:2 (59.) Daniel Siegl, 1:3 (85.) Stefan Maierhofer | 0:1 (49.) Georg Teigl, 0:2 (56.) Jonatan Soriano, 1:2 (59.) Daniel Siegl, 1:3 (85.) Stefan Maierhofer | 0:1 (49.) Georg Teigl, 0:2 (56.) Jonatan Soriano, 1:2 (59.) Daniel Siegl, 1:3 (85.) Stefan Maierhofer | 0:1 (49.) Georg Teigl, 0:2 (56.) Jonatan Soriano, 1:2 (59.) Daniel Siegl, 1:3 (85.) Stefan Maierhofer |
| 25.09.2012 | RL | – | BL | SK Austria Klagenfurt | – | FC Admira Wacker Mödling | 2:0 n. V. (0:0, 0:0) |
|            | Torschützen: | Torschützen: | Torschützen: | 1:0 (115.) Thierry Fidjeu-Tazemeta, 2:0 Matthias Dollinger | 1:0 (115.) Thierry Fidjeu-Tazemeta, 2:0 Matthias Dollinger | 1:0 (115.) Thierry Fidjeu-Tazemeta, 2:0 Matthias Dollinger | 1:0 (115.) Thierry Fidjeu-Tazemeta, 2:0 Matthias Dollinger |
| 25.09.2012 | RL | – | BL | Villacher SV | – | SC Wiener Neustadt | 3:1 (3:0) |
|            | Torschützen: | Torschützen: | Torschützen: | 1:0 (4.) Denis Čurič, 2:0 (38., Elfmeter) Johannes Isopp, 3:0 (44.) Michel Sandic, 3:1 (64.) Günter Friesenbichler | 1:0 (4.) Denis Čurič, 2:0 (38., Elfmeter) Johannes Isopp, 3:0 (44.) Michel Sandic, 3:1 (64.) Günter Friesenbichler | 1:0 (4.) Denis Čurič, 2:0 (38., Elfmeter) Johannes Isopp, 3:0 (44.) Michel Sandic, 3:1 (64.) Günter Friesenbichler | 1:0 (4.) Denis Čurič, 2:0 (38., Elfmeter) Johannes Isopp, 3:0 (44.) Michel Sandic, 3:1 (64.) Günter Friesenbichler |
| 25.09.2012 | RL | – | EL | FC Pasching | – | SC Austria Lustenau | 3:2 n. V. (1:1, 1:0) |
|            | Torschützen: | Torschützen: | Torschützen: | 1:0 (26.) Nacho Casanova, 1:1 (80.) Gerald Krajic, 1:2 (93.) Iván Aguilar, 2:2 (114.) Nacho Casanova, 3:2 (117.) Markus Blutsch | 1:0 (26.) Nacho Casanova, 1:1 (80.) Gerald Krajic, 1:2 (93.) Iván Aguilar, 2:2 (114.) Nacho Casanova, 3:2 (117.) Markus Blutsch | 1:0 (26.) Nacho Casanova, 1:1 (80.) Gerald Krajic, 1:2 (93.) Iván Aguilar, 2:2 (114.) Nacho Casanova, 3:2 (117.) Markus Blutsch | 1:0 (26.) Nacho Casanova, 1:1 (80.) Gerald Krajic, 1:2 (93.) Iván Aguilar, 2:2 (114.) Nacho Casanova, 3:2 (117.) Markus Blutsch |
| 25.09.2012 | RL | – | BL | SV Schwechat | – | SK Sturm Graz | 0:5 (0:0) |
|            | Torschützen: | Torschützen: | Torschützen: | 0:1 (49.) Rubin Okotie, 0:2 (64.) Rubin Okotie, 0:3 (66.) Rubin Okotie, 0:4 (78.) Imre Szabics, 0:5 (80.) Manuel Weber | 0:1 (49.) Rubin Okotie, 0:2 (64.) Rubin Okotie, 0:3 (66.) Rubin Okotie, 0:4 (78.) Imre Szabics, 0:5 (80.) Manuel Weber | 0:1 (49.) Rubin Okotie, 0:2 (64.) Rubin Okotie, 0:3 (66.) Rubin Okotie, 0:4 (78.) Imre Szabics, 0:5 (80.) Manuel Weber | 0:1 (49.) Rubin Okotie, 0:2 (64.) Rubin Okotie, 0:3 (66.) Rubin Okotie, 0:4 (78.) Imre Szabics, 0:5 (80.) Manuel Weber |
| 25.09.2012 | RL | – | BL | 1. SC Sollenau | – | FC Wacker Innsbruck | 1:5 n. V. (1:1, 1:1) |
|            | Torschützen: | Torschützen: | Torschützen: | 0:1 (13.) Christoph Saurer, 1:1 (20.) Slaven Lalić, 1:2 (92.) Roman Wallner, 1:3 (94.) Roman Wallner, 1:4 (105.) Roman Wallner, 1:5 (110.) Alexander Fröschl | 0:1 (13.) Christoph Saurer, 1:1 (20.) Slaven Lalić, 1:2 (92.) Roman Wallner, 1:3 (94.) Roman Wallner, 1:4 (105.) Roman Wallner, 1:5 (110.) Alexander Fröschl | 0:1 (13.) Christoph Saurer, 1:1 (20.) Slaven Lalić, 1:2 (92.) Roman Wallner, 1:3 (94.) Roman Wallner, 1:4 (105.) Roman Wallner, 1:5 (110.) Alexander Fröschl | 0:1 (13.) Christoph Saurer, 1:1 (20.) Slaven Lalić, 1:2 (92.) Roman Wallner, 1:3 (94.) Roman Wallner, 1:4 (105.) Roman Wallner, 1:5 (110.) Alexander Fröschl |
| 25.09.2012 | RL | – | EL | TSV St. Johann im Pongau | – | FC Lustenau 07 | 0:3 (0:2) |
|            | Torschützen: | Torschützen: | Torschützen: | 0:1 (25.) Enes Novinić, 0:2 (45.) Abd Al Rahman Osman Ali, 0:3 (76.) Furkan Aydogdu | 0:1 (25.) Enes Novinić, 0:2 (45.) Abd Al Rahman Osman Ali, 0:3 (76.) Furkan Aydogdu | 0:1 (25.) Enes Novinić, 0:2 (45.) Abd Al Rahman Osman Ali, 0:3 (76.) Furkan Aydogdu | 0:1 (25.) Enes Novinić, 0:2 (45.) Abd Al Rahman Osman Ali, 0:3 (76.) Furkan Aydogdu |
| 25.09.2012 | RL | – | EL | LASK Linz | – | SV Grödig | 2:0 (2:0) |
|            | Torschützen: | Torschützen: | Torschützen: | 1:0 (27.) Christoph Kobleder, 2:0 (34.) Fabiano | 1:0 (27.) Christoph Kobleder, 2:0 (34.) Fabiano | 1:0 (27.) Christoph Kobleder, 2:0 (34.) Fabiano | 1:0 (27.) Christoph Kobleder, 2:0 (34.) Fabiano |
| 25.09.2012 | RL | – | BL | FC Dornbirn (LC) | – | FK Austria Wien | 2:3 (1:2) |
|            | Torschützen: | Torschützen: | Torschützen: | 1:0 (5.) Patrick Schäfer, 1:1 (18.) Roland Linz, 1:2 (19.) Roland Linz, 2:2 (69.) Manuel Honeck, 2:3 (86.) Manuel Ortlechner | 1:0 (5.) Patrick Schäfer, 1:1 (18.) Roland Linz, 1:2 (19.) Roland Linz, 2:2 (69.) Manuel Honeck, 2:3 (86.) Manuel Ortlechner | 1:0 (5.) Patrick Schäfer, 1:1 (18.) Roland Linz, 1:2 (19.) Roland Linz, 2:2 (69.) Manuel Honeck, 2:3 (86.) Manuel Ortlechner | 1:0 (5.) Patrick Schäfer, 1:1 (18.) Roland Linz, 1:2 (19.) Roland Linz, 2:2 (69.) Manuel Honeck, 2:3 (86.) Manuel Ortlechner |
| 26.09.2012 | LL | – | BL | ASK Bad Vöslau | – | SV Mattersburg | 2:3 (1:1) |
|            | Torschützen: | Torschützen: | Torschützen: | 0:1 (12.) Dominik Altrichter, 1:1 (30.) Christian Ressler, 1:2 (69.) Michael Mörz, 2:2 (84.) Jochen Wöhrer, 2:3 (90.) Thorsten Röcher | 0:1 (12.) Dominik Altrichter, 1:1 (30.) Christian Ressler, 1:2 (69.) Michael Mörz, 2:2 (84.) Jochen Wöhrer, 2:3 (90.) Thorsten Röcher | 0:1 (12.) Dominik Altrichter, 1:1 (30.) Christian Ressler, 1:2 (69.) Michael Mörz, 2:2 (84.) Jochen Wöhrer, 2:3 (90.) Thorsten Röcher | 0:1 (12.) Dominik Altrichter, 1:1 (30.) Christian Ressler, 1:2 (69.) Michael Mörz, 2:2 (84.) Jochen Wöhrer, 2:3 (90.) Thorsten Röcher |
| 26.09.2012 | RL | – | BL | Union St. Florian | – | SV Ried | 1:1 n. V. (0:0, 0:0) – 4:5 i. E. |
|            | Torschützen: | Torschützen: | Torschützen: | 0:1 (52.) Thomas Reifeltshammer, 1:1 (67.) Roland Hinterreiter | 0:1 (52.) Thomas Reifeltshammer, 1:1 (67.) Roland Hinterreiter | 0:1 (52.) Thomas Reifeltshammer, 1:1 (67.) Roland Hinterreiter | 0:1 (52.) Thomas Reifeltshammer, 1:1 (67.) Roland Hinterreiter |
| 26.09.2012 | RL | – | BL | USV Allerheiligen | – | SK Rapid Wien | 1:4 (0:0) |
|            | Torschützen: | Torschützen: | Torschützen: | 1:0 (46.) Michael Kulnik, 1:1 (49.) Mario Sonnleitner, 1:2 (77.) Deni Alar, 1:3 (89.) Kristijan Dobras, 1:4 (90'+2) Deni Alar | 1:0 (46.) Michael Kulnik, 1:1 (49.) Mario Sonnleitner, 1:2 (77.) Deni Alar, 1:3 (89.) Kristijan Dobras, 1:4 (90'+2) Deni Alar | 1:0 (46.) Michael Kulnik, 1:1 (49.) Mario Sonnleitner, 1:2 (77.) Deni Alar, 1:3 (89.) Kristijan Dobras, 1:4 (90'+2) Deni Alar | 1:0 (46.) Michael Kulnik, 1:1 (49.) Mario Sonnleitner, 1:2 (77.) Deni Alar, 1:3 (89.) Kristijan Dobras, 1:4 (90'+2) Deni Alar |
| 26.09.2012 | RL | – | BL | Grazer AK | – | Wolfsberger AC | 0:6 (0:4) |
|            | Torschützen: | Torschützen: | Torschützen: | 0:1 (8.) Rubén Rivera, 0:2 (9.) Sandro Zakany, 0:3 (23.) Stephan Stückler, 0:4 (28.) Sandro Zakany, 0:5 (63.) Rubén Rivera, 0:6 (64.) Rubén Rivera | 0:1 (8.) Rubén Rivera, 0:2 (9.) Sandro Zakany, 0:3 (23.) Stephan Stückler, 0:4 (28.) Sandro Zakany, 0:5 (63.) Rubén Rivera, 0:6 (64.) Rubén Rivera | 0:1 (8.) Rubén Rivera, 0:2 (9.) Sandro Zakany, 0:3 (23.) Stephan Stückler, 0:4 (28.) Sandro Zakany, 0:5 (63.) Rubén Rivera, 0:6 (64.) Rubén Rivera | 0:1 (8.) Rubén Rivera, 0:2 (9.) Sandro Zakany, 0:3 (23.) Stephan Stückler, 0:4 (28.) Sandro Zakany, 0:5 (63.) Rubén Rivera, 0:6 (64.) Rubén Rivera |
| Legende:   | BL = Bundesliga (1. Leistungsstufe) – EL = Erste Liga (2. Leistungsstufe) – RL = Regionalliga (3. Leistungsstufe) LL = Landesliga (4. Leistungsstufe) n. V. = nach Verlängerung – i. E. = im Elfmeterschießen M: amtierender Meister – C: amtierender Cupsieger – LC: amtierende Landescupsieger | BL = Bundesliga (1. Leistungsstufe) – EL = Erste Liga (2. Leistungsstufe) – RL = Regionalliga (3. Leistungsstufe) LL = Landesliga (4. Leistungsstufe) n. V. = nach Verlängerung – i. E. = im Elfmeterschießen M: amtierender Meister – C: amtierender Cupsieger – LC: amtierende Landescupsieger | BL = Bundesliga (1. Leistungsstufe) – EL = Erste Liga (2. Leistungsstufe) – RL = Regionalliga (3. Leistungsstufe) LL = Landesliga (4. Leistungsstufe) n. V. = nach Verlängerung – i. E. = im Elfmeterschießen M: amtierender Meister – C: amtierender Cupsieger – LC: amtierende Landescupsieger | BL = Bundesliga (1. Leistungsstufe) – EL = Erste Liga (2. Leistungsstufe) – RL = Regionalliga (3. Leistungsstufe) LL = Landesliga (4. Leistungsstufe) n. V. = nach Verlängerung – i. E. = im Elfmeterschießen M: amtierender Meister – C: amtierender Cupsieger – LC: amtierende Landescupsieger | BL = Bundesliga (1. Leistungsstufe) – EL = Erste Liga (2. Leistungsstufe) – RL = Regionalliga (3. Leistungsstufe) LL = Landesliga (4. Leistungsstufe) n. V. = nach Verlängerung – i. E. = im Elfmeterschießen M: amtierender Meister – C: amtierender Cupsieger – LC: amtierende Landescupsieger | BL = Bundesliga (1. Leistungsstufe) – EL = Erste Liga (2. Leistungsstufe) – RL = Regionalliga (3. Leistungsstufe) LL = Landesliga (4. Leistungsstufe) n. V. = nach Verlängerung – i. E. = im Elfmeterschießen M: amtierender Meister – C: amtierender Cupsieger – LC: amtierende Landescupsieger | BL = Bundesliga (1. Leistungsstufe) – EL = Erste Liga (2. Leistungsstufe) – RL = Regionalliga (3. Leistungsstufe) LL = Landesliga (4. Leistungsstufe) n. V. = nach Verlängerung – i. E. = im Elfmeterschießen M: amtierender Meister – C: amtierender Cupsieger – LC: amtierende Landescupsieger |

## Achtelfinale
Für das Achtelfinale konnten sich folgende Mannschaften qualifizieren:
- aus der Bundesliga: FC Red Bull Salzburg, SK Rapid Wien, FK Austria Wien, SK Sturm Graz, SV Ried, FC Wacker Innsbruck, SV Mattersburg, Wolfsberger AC
- aus der Ersten Liga: SCR Altach, FC Lustenau 07
- aus der Regionalliga Mitte: LASK Linz, Villacher SV, SK Austria Klagenfurt, FC Pasching, SC Kalsdorf
- aus der Wiener Stadtliga: SC Wiener Viktoria

Die Auslosung des Achtelfinales ergab folgende Spielpaarungen:

### Ergebnisse im Achtelfinale
| Datum      | Liga | Liga | Liga | Heimmannschaft | | Gastmannschaft | Ergebnis |
| ---------- | --- | --- | --- | --- | --- | --- | --- |
| 30.10.2012 | RL | – | BL | LASK Linz | – | SV Mattersburg | 2:2 n. V. (2:2, 0:2) – 9:8 i. E. |
|            | Torschützen: | Torschützen: | Torschützen: | 0:1 (33.) Patrick Bürger, 0:2 (42.) Nedeljko Malic, 1:2 (75.) Silvio Junior, 2:2 (77.) Radovan Vujanović | 0:1 (33.) Patrick Bürger, 0:2 (42.) Nedeljko Malic, 1:2 (75.) Silvio Junior, 2:2 (77.) Radovan Vujanović | 0:1 (33.) Patrick Bürger, 0:2 (42.) Nedeljko Malic, 1:2 (75.) Silvio Junior, 2:2 (77.) Radovan Vujanović | 0:1 (33.) Patrick Bürger, 0:2 (42.) Nedeljko Malic, 1:2 (75.) Silvio Junior, 2:2 (77.) Radovan Vujanović |
| 30.10.2012 | LL | – | BL | SC Wiener Viktoria (LC) | – | SV Ried | 0:1 (0:1) |
|            | Torschützen: | Torschützen: | Torschützen: | 0:1 (44.) Marco Meilinger | 0:1 (44.) Marco Meilinger | 0:1 (44.) Marco Meilinger | 0:1 (44.) Marco Meilinger |
| 30.10.2012 | BL | – | BL | SK Sturm Graz | – | FC Wacker Innsbruck | 1:2 (1:0) |
|            | Torschützen: | Torschützen: | Torschützen: | 1:0 (26.) Christian Klem, 1:1 (59.) Julius Perstaller, 1:2 (83.) Roman Wallner | 1:0 (26.) Christian Klem, 1:1 (59.) Julius Perstaller, 1:2 (83.) Roman Wallner | 1:0 (26.) Christian Klem, 1:1 (59.) Julius Perstaller, 1:2 (83.) Roman Wallner | 1:0 (26.) Christian Klem, 1:1 (59.) Julius Perstaller, 1:2 (83.) Roman Wallner |
| 30.10.2012 | RL | – | RL | FC Pasching | – | SK Austria Klagenfurt | 2:1 (1:0) |
|            | Torschützen: | Torschützen: | Torschützen: | 1:0 (11.) Ivan Kovačec, 2:0 (68.) Nacho Casanova, 2:1 (70.) Matthias Dollinger (Elfmeter) | 1:0 (11.) Ivan Kovačec, 2:0 (68.) Nacho Casanova, 2:1 (70.) Matthias Dollinger (Elfmeter) | 1:0 (11.) Ivan Kovačec, 2:0 (68.) Nacho Casanova, 2:1 (70.) Matthias Dollinger (Elfmeter) | 1:0 (11.) Ivan Kovačec, 2:0 (68.) Nacho Casanova, 2:1 (70.) Matthias Dollinger (Elfmeter) |
| 30.10.2012 | EL | – | BL | FC Lustenau 07 | – | Wolfsberger AC | 1:2 (0:2) |
|            | Torschützen: | Torschützen: | Torschützen: | 0:1 (28.) Kehre, 0:2 (42.) Sandro Zakany, 1:2 (89.) Vucur | 0:1 (28.) Kehre, 0:2 (42.) Sandro Zakany, 1:2 (89.) Vucur | 0:1 (28.) Kehre, 0:2 (42.) Sandro Zakany, 1:2 (89.) Vucur | 0:1 (28.) Kehre, 0:2 (42.) Sandro Zakany, 1:2 (89.) Vucur |
| 31.10.2012 | RL | – | BL | SC Kalsdorf | – | FC Red Bull Salzburg (M, C) | 1:3 (1:1) |
|            | Torschützen: | Torschützen: | Torschützen: | 0:1 (38.) Sadio Mané, 1:1 (43.) Martin Gründler, 1:2 (81.) Sadio Mané, 1:3 (90+3.) Sadio Mané | 0:1 (38.) Sadio Mané, 1:1 (43.) Martin Gründler, 1:2 (81.) Sadio Mané, 1:3 (90+3.) Sadio Mané | 0:1 (38.) Sadio Mané, 1:1 (43.) Martin Gründler, 1:2 (81.) Sadio Mané, 1:3 (90+3.) Sadio Mané | 0:1 (38.) Sadio Mané, 1:1 (43.) Martin Gründler, 1:2 (81.) Sadio Mané, 1:3 (90+3.) Sadio Mané |
| 31.10.2012 | BL | – | EL | SK Rapid Wien | – | SCR Altach | 4:2 n. V. (2:2, 1:2) |
|            | Torschützen: | Torschützen: | Torschützen: | 1:0 (5.) Mario Sonnleitner, 1:1 (37., Strafstoß) Hannes Aigner, 1:2 (42.) Philipp Netzer, 2:2 (73.) Terrence Boyd, 3:2 (104.) Muhammed Ildiz, 4:2 (114.) Thomas Prager | 1:0 (5.) Mario Sonnleitner, 1:1 (37., Strafstoß) Hannes Aigner, 1:2 (42.) Philipp Netzer, 2:2 (73.) Terrence Boyd, 3:2 (104.) Muhammed Ildiz, 4:2 (114.) Thomas Prager | 1:0 (5.) Mario Sonnleitner, 1:1 (37., Strafstoß) Hannes Aigner, 1:2 (42.) Philipp Netzer, 2:2 (73.) Terrence Boyd, 3:2 (104.) Muhammed Ildiz, 4:2 (114.) Thomas Prager | 1:0 (5.) Mario Sonnleitner, 1:1 (37., Strafstoß) Hannes Aigner, 1:2 (42.) Philipp Netzer, 2:2 (73.) Terrence Boyd, 3:2 (104.) Muhammed Ildiz, 4:2 (114.) Thomas Prager |
| 31.10.2012 | RL | – | BL | Villacher SV | – | FK Austria Wien | 0:4 (0:1) |
|            | Torschützen: | Torschützen: | Torschützen: | 0:1 (35.) Thomas Pirker, 0:2 (68.) Philipp Hosiner, 0:3 (75.) Roman Kienast, 0:4 (86.) Tomáš Jun | 0:1 (35.) Thomas Pirker, 0:2 (68.) Philipp Hosiner, 0:3 (75.) Roman Kienast, 0:4 (86.) Tomáš Jun | 0:1 (35.) Thomas Pirker, 0:2 (68.) Philipp Hosiner, 0:3 (75.) Roman Kienast, 0:4 (86.) Tomáš Jun | 0:1 (35.) Thomas Pirker, 0:2 (68.) Philipp Hosiner, 0:3 (75.) Roman Kienast, 0:4 (86.) Tomáš Jun |
| Legende:   | BL = Bundesliga (1. Leistungsstufe) – EL = Erste Liga (2. Leistungsstufe) – RL = Regionalliga (3. Leistungsstufe) LL = Landesliga (4. Leistungsstufe) n. V. = nach Verlängerung – i. E. = im Elfmeterschießen M: amtierender Meister – C: amtierender Cupsieger – LC: amtierende Landescupsieger | BL = Bundesliga (1. Leistungsstufe) – EL = Erste Liga (2. Leistungsstufe) – RL = Regionalliga (3. Leistungsstufe) LL = Landesliga (4. Leistungsstufe) n. V. = nach Verlängerung – i. E. = im Elfmeterschießen M: amtierender Meister – C: amtierender Cupsieger – LC: amtierende Landescupsieger | BL = Bundesliga (1. Leistungsstufe) – EL = Erste Liga (2. Leistungsstufe) – RL = Regionalliga (3. Leistungsstufe) LL = Landesliga (4. Leistungsstufe) n. V. = nach Verlängerung – i. E. = im Elfmeterschießen M: amtierender Meister – C: amtierender Cupsieger – LC: amtierende Landescupsieger | BL = Bundesliga (1. Leistungsstufe) – EL = Erste Liga (2. Leistungsstufe) – RL = Regionalliga (3. Leistungsstufe) LL = Landesliga (4. Leistungsstufe) n. V. = nach Verlängerung – i. E. = im Elfmeterschießen M: amtierender Meister – C: amtierender Cupsieger – LC: amtierende Landescupsieger | BL = Bundesliga (1. Leistungsstufe) – EL = Erste Liga (2. Leistungsstufe) – RL = Regionalliga (3. Leistungsstufe) LL = Landesliga (4. Leistungsstufe) n. V. = nach Verlängerung – i. E. = im Elfmeterschießen M: amtierender Meister – C: amtierender Cupsieger – LC: amtierende Landescupsieger | BL = Bundesliga (1. Leistungsstufe) – EL = Erste Liga (2. Leistungsstufe) – RL = Regionalliga (3. Leistungsstufe) LL = Landesliga (4. Leistungsstufe) n. V. = nach Verlängerung – i. E. = im Elfmeterschießen M: amtierender Meister – C: amtierender Cupsieger – LC: amtierende Landescupsieger | BL = Bundesliga (1. Leistungsstufe) – EL = Erste Liga (2. Leistungsstufe) – RL = Regionalliga (3. Leistungsstufe) LL = Landesliga (4. Leistungsstufe) n. V. = nach Verlängerung – i. E. = im Elfmeterschießen M: amtierender Meister – C: amtierender Cupsieger – LC: amtierende Landescupsieger |

## Viertelfinale
Folgende Mannschaften haben sich für das Viertelfinale qualifiziert:
Bundesliga:
- FC Wacker Innsbruck
- Wolfsberger AC
- SV Ried
- FC Red Bull Salzburg
- FK Austria Wien
- SK Rapid Wien

Regionalliga Mitte:
- LASK Linz
- FC Pasching

### Ergebnisse im Viertelfinale
| Datum      | Liga | Liga | Liga | Heimmannschaft | | Gastmannschaft | Ergebnis |
| ---------- | --- | --- | --- | --- | --- | --- | --- |
| 16.04.2013 | BL | – | RL | SK Rapid Wien | – | FC Pasching | 0:1 (0:0) |
|            | Torschützen: | Torschützen: | Torschützen: | 0:1 (61.) Nacho Casanova | 0:1 (61.) Nacho Casanova | 0:1 (61.) Nacho Casanova | 0:1 (61.) Nacho Casanova |
| 16.04.2013 | BL | – | BL | FC Wacker Innsbruck | – | FC Red Bull Salzburg (M, C) | 0:3 (0:1) |
|            | Torschützen: | Torschützen: | Torschützen: | 0:1 (44.) Jonathan Soriano, 0:2 (53.) Martin Švejnoha (Eigentor), 0:3 (89.) Jonathan Soriano                                                            | 0:1 (44.) Jonathan Soriano, 0:2 (53.) Martin Švejnoha (Eigentor), 0:3 (89.) Jonathan Soriano                                                            | 0:1 (44.) Jonathan Soriano, 0:2 (53.) Martin Švejnoha (Eigentor), 0:3 (89.) Jonathan Soriano                                                            | 0:1 (44.) Jonathan Soriano, 0:2 (53.) Martin Švejnoha (Eigentor), 0:3 (89.) Jonathan Soriano                                                            |
| 17.04.2013 | BL | – | BL | Wolfsberger AC | – | FK Austria Wien | 1:2 (0:1) |
|            | Torschützen: | Torschützen: | Torschützen: | 0:1 (20.) Philipp Hosiner, 0:2 (66.) Alexander Grünwald, 1:2 (83.) Rubén Rivera                                                                         | 0:1 (20.) Philipp Hosiner, 0:2 (66.) Alexander Grünwald, 1:2 (83.) Rubén Rivera                                                                         | 0:1 (20.) Philipp Hosiner, 0:2 (66.) Alexander Grünwald, 1:2 (83.) Rubén Rivera                                                                         | 0:1 (20.) Philipp Hosiner, 0:2 (66.) Alexander Grünwald, 1:2 (83.) Rubén Rivera                                                                         |
| 17.04.2013 | BL | – | RL | SV Ried | – | LASK Linz | 2:1 n. V. (1:1, 1:0) |
|            | Torschützen: | Torschützen: | Torschützen: | 1:0 (41.) Robert Žulj, 1:1 (90+4.) Radovan Vujanović, 2:1 (106.) Marco Meilinger                                                                        | 1:0 (41.) Robert Žulj, 1:1 (90+4.) Radovan Vujanović, 2:1 (106.) Marco Meilinger                                                                        | 1:0 (41.) Robert Žulj, 1:1 (90+4.) Radovan Vujanović, 2:1 (106.) Marco Meilinger                                                                        | 1:0 (41.) Robert Žulj, 1:1 (90+4.) Radovan Vujanović, 2:1 (106.) Marco Meilinger                                                                        |
| Legende:   | BL = Bundesliga (1. Leistungsstufe) – RL = Regionalliga (3. Leistungsstufe) n. V. = nach Verlängerung M: amtierender Meister – C: amtierender Cupsieger | BL = Bundesliga (1. Leistungsstufe) – RL = Regionalliga (3. Leistungsstufe) n. V. = nach Verlängerung M: amtierender Meister – C: amtierender Cupsieger | BL = Bundesliga (1. Leistungsstufe) – RL = Regionalliga (3. Leistungsstufe) n. V. = nach Verlängerung M: amtierender Meister – C: amtierender Cupsieger | BL = Bundesliga (1. Leistungsstufe) – RL = Regionalliga (3. Leistungsstufe) n. V. = nach Verlängerung M: amtierender Meister – C: amtierender Cupsieger | BL = Bundesliga (1. Leistungsstufe) – RL = Regionalliga (3. Leistungsstufe) n. V. = nach Verlängerung M: amtierender Meister – C: amtierender Cupsieger | BL = Bundesliga (1. Leistungsstufe) – RL = Regionalliga (3. Leistungsstufe) n. V. = nach Verlängerung M: amtierender Meister – C: amtierender Cupsieger | BL = Bundesliga (1. Leistungsstufe) – RL = Regionalliga (3. Leistungsstufe) n. V. = nach Verlängerung M: amtierender Meister – C: amtierender Cupsieger |

## Halbfinale
Folgende Mannschaften haben sich für das Halbfinale qualifiziert:
Bundesliga:
- FC Red Bull Salzburg
- FK Austria Wien
- SV Ried

Regionalliga Mitte:
- FC Pasching

Die Auslosung der Spielpaarungen fand am 21. April 2013 im Rahmen der ORF-Sendung „Sport am Sonntag“ statt und wurde von der Leichtathletin Beate Schrott durchgeführt.

### Ergebnisse im Halbfinale
| Datum       | Liga | Liga | Liga | Heimmannschaft | | Gastmannschaft | Ergebnis |
| ----------- | --- | --- | --- | --- | --- | --- | --- |
| 7. Mai 2013 | BL | – | RL | FC Red Bull Salzburg | – | FC Pasching | 1:2 (0:0) |
|             | Torschützen: | Torschützen: | Torschützen: | 1:0 (48.) Håvard Nielsen, 1:1 (69.) Ivan Kovačec, 1:2 (79.) Daniel Kerschbaumer                                               | 1:0 (48.) Håvard Nielsen, 1:1 (69.) Ivan Kovačec, 1:2 (79.) Daniel Kerschbaumer                                               | 1:0 (48.) Håvard Nielsen, 1:1 (69.) Ivan Kovačec, 1:2 (79.) Daniel Kerschbaumer                                               | 1:0 (48.) Håvard Nielsen, 1:1 (69.) Ivan Kovačec, 1:2 (79.) Daniel Kerschbaumer                                               |
| 8. Mai 2013 | BL | – | BL | SV Ried | – | FK Austria Wien | 1:3 (0:0) |
|             | Torschützen: | Torschützen: | Torschützen: | 0:1 (52.) Philipp Hosiner, 1:1 (75.) René Gartler, 1:2 (85.) Tomáš Jun, 1:3 (90.+2) Alexander Gorgon                          | 0:1 (52.) Philipp Hosiner, 1:1 (75.) René Gartler, 1:2 (85.) Tomáš Jun, 1:3 (90.+2) Alexander Gorgon                          | 0:1 (52.) Philipp Hosiner, 1:1 (75.) René Gartler, 1:2 (85.) Tomáš Jun, 1:3 (90.+2) Alexander Gorgon                          | 0:1 (52.) Philipp Hosiner, 1:1 (75.) René Gartler, 1:2 (85.) Tomáš Jun, 1:3 (90.+2) Alexander Gorgon                          |
| Legende:    | BL = Bundesliga (1. Leistungsstufe) – RL = Regionalliga (3. Leistungsstufe) M: amtierender Meister – C: amtierender Cupsieger | BL = Bundesliga (1. Leistungsstufe) – RL = Regionalliga (3. Leistungsstufe) M: amtierender Meister – C: amtierender Cupsieger | BL = Bundesliga (1. Leistungsstufe) – RL = Regionalliga (3. Leistungsstufe) M: amtierender Meister – C: amtierender Cupsieger | BL = Bundesliga (1. Leistungsstufe) – RL = Regionalliga (3. Leistungsstufe) M: amtierender Meister – C: amtierender Cupsieger | BL = Bundesliga (1. Leistungsstufe) – RL = Regionalliga (3. Leistungsstufe) M: amtierender Meister – C: amtierender Cupsieger | BL = Bundesliga (1. Leistungsstufe) – RL = Regionalliga (3. Leistungsstufe) M: amtierender Meister – C: amtierender Cupsieger | BL = Bundesliga (1. Leistungsstufe) – RL = Regionalliga (3. Leistungsstufe) M: amtierender Meister – C: amtierender Cupsieger |

## Endspiel

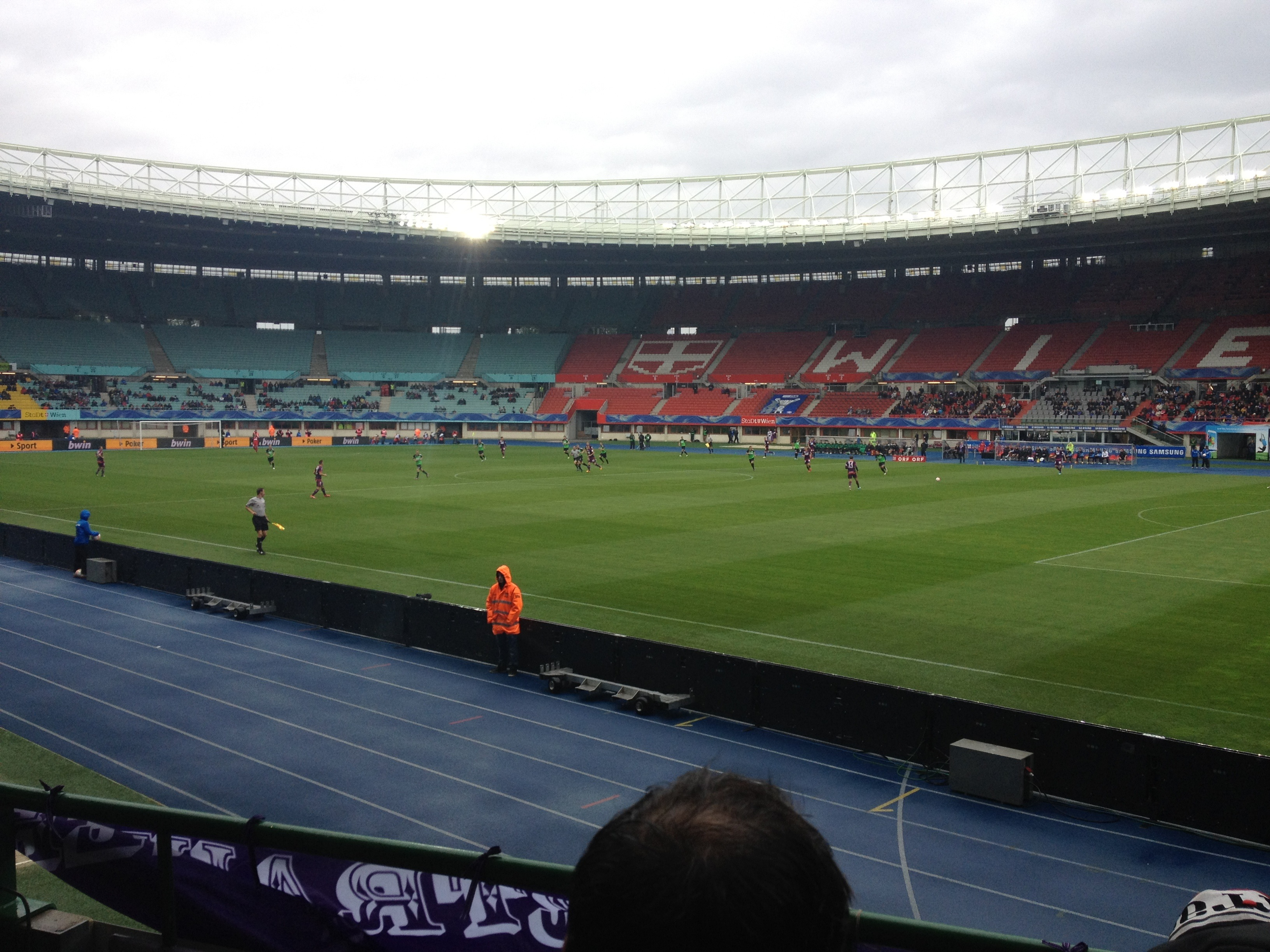
Kurz nach Start des ÖFB Samsung Cupfinale 12/13

Das Endspiel des ÖFB-Cups 2012/13 fand am 30. Mai 2013 im Wiener Ernst-Happel-Stadion zwischen Regionalligist FC Pasching und Bundesligist FK Austria Wien statt. Der FC Pasching gewann das Endspiel mit 1:0 und krönte sich damit als erster Drittligist zum österreichischen Cupsieger.
Bereits der Einzug der Paschinger ins Cup-Endspiel war eine der größten Sensationen in der Geschichte des österreichischen Fußballcups, dies war zuvor noch keiner Mannschaft der dritthöchsten Spielklasse gelungen. Der in der Regionalliga Mitte engagierte Verein bezwang auf dem Weg ins Finale nicht nur die Regionalligisten Austria Salzburg und Austria Klagenfurt sowie den Zweitligisten Austria Lustenau, sondern auch jeweils auswärts Österreichs Rekordmeister Rapid Wien und den zu diesem Zeitpunkt noch amtierenden Meister und Cup-Titelverteidiger Red Bull Salzburg. Für Pasching war es die erste Endspiel-Teilnahme. FC Paschings Vorgängerverein ASKÖ Pasching erreichte 2000, ebenfalls als Regionalligist, und 2006 das Semifinale.
Die Wiener Austria schaltete auf dem Weg ins Endspiel den SV Oberwart, den FC Dornbirn, den Villacher SV, den WAC sowie im Semifinale die SV Ried aus.
Da sich die Austria bereits in die Meisterschaft einen Startplatz in der Champions-League-Qualifikation erspielt hatte, war der FC Pasching bereits vor dem Spiel unabhängig vom Ausgang des Endspiels an der Qualifikation zur UEFA Europa League 2013/14 teilnahmeberechtigt. Als Pokalsieger sind die Paschinger direkt für die Play-off-Runde qualifiziert.

### Ergebnis des Endspiels
| Paarung         | FC Pasching – FK Austria Wien |
| Ergebnis        | 1:0 (0:0) |
| Datum           | 30. Mai 2013 |
| Stadion         | Ernst-Happel-Stadion, Wien |
| Zuschauer       | 16.500 |
| Schiedsrichter  | René Eisner |

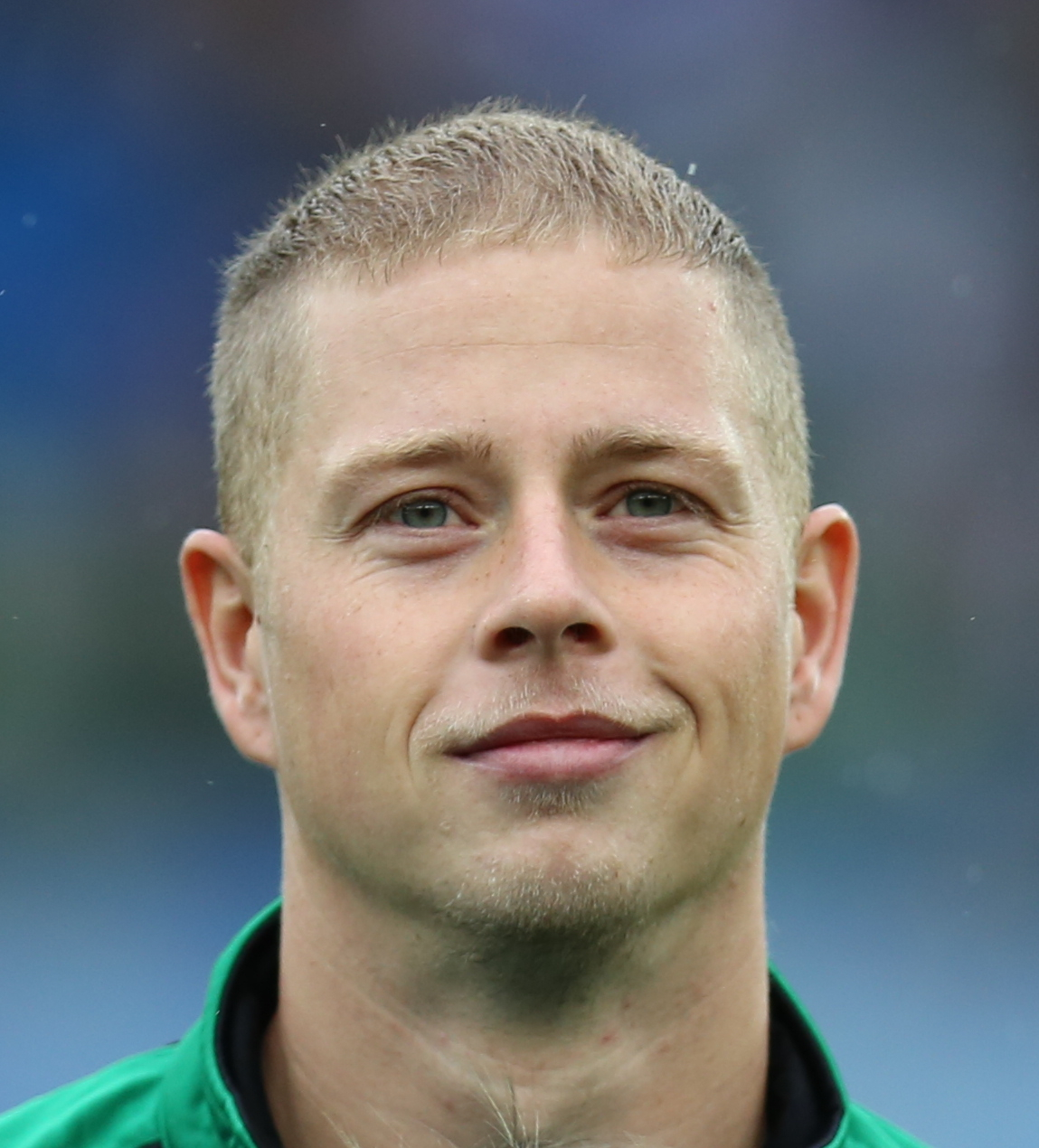
Der Schütze des Siegestreffers: Daniel Sobkova.

| Tore            | 1:0 Daniel Sobkova (47.) |
| FC Pasching     | Hans-Peter Berger – Daniel Kerschbaumer, Martin Grasegger, Davorin Kablar, Mark Prettenthaler – Marco Perchtold – Philipp Schobesberger (70. Ali Hamdemir), Daniel Sobkova (79. Stefan Petrovic), Thomas Krammer (82. Lukas Mössner), Ivan Kovačec – Nacho Casanova Cheftrainer: Gerald Baumgartner |
| FK Austria Wien | Heinz Lindner – Fabian Koch (78. Marko Stanković), Kaja Rogulj, Manuel Ortlechner, Emir Dilaver – James Holland – Alexander Gorgon, Florian Mader (54. Tomas Šimkovič), Alexander Grünwald (65. Roman Kienast), Tomáš Jun – Philipp Hosiner Cheftrainer: Peter Stöger                               |
| Gelbe Karten    | Krammer (5.), Prettenthaler (41.), Kerschbaumer (84.), Petrovic (86.) – Rogulj (59.), Holland (63.), Šimkovič (90.+3') |

## Torschützentabelle
Endstand
| Rang | Tore | Spieler            | Verein                |
| ---- | ---- | ------------------ | --------------------- |
| 1.   | 6    | Rubén Rivera       | Wolfsberger AC        |
| 2.   | 4    | Nacho Casanova     | FC Pasching           |
| 2.   | 4    | Philipp Hosiner    | FK Austria Wien       |
| 2.   | 4    | Roman Wallner      | FC Wacker Innsbruck   |
| 5.   | 3    | Matthias Dollinger | SK Austria Klagenfurt |
| 5.   | 3    | Manuel Gerner      | Union Vöcklamarkt     |
| 5.   | 3    | Tomáš Jun          | FK Austria Wien       |
| 5.   | 3    | Sadio Mané         | FC Red Bull Salzburg  |
| 5.   | 3    | Rubin Okotie       | SK Sturm Graz         |
| 5.   | 3    | Jonathan Soriano   | FC Red Bull Salzburg  |
| 5.   | 3    | Thiago             | SC Austria Lustenau   |
| 5.   | 3    | Tadej Trdina       | SC Kalsdorf           |
| 5.   | 3    | Radovan Vujanović  | LASK Linz             |
| 5.   | 3    | Sandro Zakany      | Wolfsberger AC        |

## Grafische Übersicht ab dem Achtelfinale
|  | Achtelfinale 30./31. Oktober 2012 | Achtelfinale 30./31. Oktober 2012 | Achtelfinale 30./31. Oktober 2012 |                      |    | Viertelfinale 16./17. April 2013 | Viertelfinale 16./17. April 2013 | Viertelfinale 16./17. April 2013 |  |  | Halbfinale 7./8. Mai 2013 | Halbfinale 7./8. Mai 2013 | Halbfinale 7./8. Mai 2013 |  |  | Endspiel | Endspiel | Endspiel |
|  |                                   |                                   |                                   |                      |    |                                  |                                  |                                  |  |  |                           |                           |                           |  |  |          |          |          |
|  |                                   | SK Sturm Graz                     | 1                                 |                      |    |                                  |                                  |                                  |  |  |                           |                           |                           |  |  |          |          |          |
|  |                                   | FC Wacker Innsbruck               | 2                                 |                      |    |                                  |                                  |                                  |  |  |                           |                           |                           |  |  |          |          |          |
|  |                                   | FC Wacker Innsbruck               | 2                                 | FC Wacker Innsbruck  | 0  |                                  |                                  |                                  |  |  |                           |                           |                           |  |  |          |          |          |
|  |                                   |                                   |                                   | FC Wacker Innsbruck  | 0  |                                  |                                  |                                  |  |  |                           |                           |                           |  |  |          |          |          |
|  |                                   |                                   |                                   | FC Red Bull Salzburg | 3  |                                  |                                  |                                  |  |  |                           |                           |                           |  |  |          |          |          |
|  |                                   | SC Kalsdorf                       | 1                                 | FC Red Bull Salzburg | 3  |                                  |                                  |                                  |  |  |                           |                           |                           |  |  |          |          |          |
|  |                                   |                                   |                                   |                      |    |                                  |                                  |                                  |  |  |                           |                           |                           |  |  |          |          |          |
|  |                                   | FC Red Bull Salzburg              | 3                                 |                      |    |                                  |                                  |                                  |  |  |                           |                           |                           |  |  |          |          |          |
|  |                                   | FC Red Bull Salzburg              | 3                                 | FC Red Bull Salzburg | 1  |                                  |                                  |                                  |  |  |                           |                           |                           |  |  |          |          |          |
|  |                                   |                                   |                                   | FC Red Bull Salzburg | 1  |                                  |                                  |                                  |  |  |                           |                           |                           |  |  |          |          |          |
|  |                                   |                                   | FC Pasching                       | 2                    |    |                                  |                                  |                                  |  |  |                           |                           |                           |  |  |          |          |          |
|  |                                   | SK Rapid Wien                     | FC Pasching                       | 2                    | 41 |                                  |                                  |                                  |  |  |                           |                           |                           |  |  |          |          |          |
|  |                                   |                                   |                                   |                      | 41 |                                  |                                  |                                  |  |  |                           |                           |                           |  |  |          |          |          |
|  |                                   | SCR Altach                        | 2                                 |                      |    |                                  |                                  |                                  |  |  |                           |                           |                           |  |  |          |          |          |
|  |                                   | SCR Altach                        | 2                                 | SK Rapid Wien        | 0  |                                  |                                  |                                  |  |  |                           |                           |                           |  |  |          |          |          |
|  |                                   |                                   |                                   | SK Rapid Wien        | 0  |                                  |                                  |                                  |  |  |                           |                           |                           |  |  |          |          |          |
|  |                                   |                                   |                                   | FC Pasching          | 1  |                                  |                                  |                                  |  |  |                           |                           |                           |  |  |          |          |          |
|  |                                   | FC Pasching                       | 2                                 | FC Pasching          | 1  |                                  |                                  |                                  |  |  |                           |                           |                           |  |  |          |          |          |
|  |                                   |                                   |                                   |                      |    |                                  |                                  |                                  |  |  |                           |                           |                           |  |  |          |          |          |
|  |                                   | SK Austria Klagenfurt             | 1                                 |                      |    |                                  |                                  |                                  |  |  |                           |                           |                           |  |  |          |          |          |
|  |                                   | SK Austria Klagenfurt             | 1                                 | FC Pasching          | 1  |                                  |                                  |                                  |  |  |                           |                           |                           |  |  |          |          |          |
|  |                                   |                                   |                                   |                      |    |                                  |                                  |                                  |  |  |                           |                           |                           |  |  |          |          |          |
|  |                                   |                                   | FK Austria Wien                   | 0                    |    |                                  |                                  |                                  |  |  |                           |                           |                           |  |  |          |          |          |
|  |                                   | SC Wiener Viktoria                | FK Austria Wien                   | 0                    | 0  |                                  |                                  |                                  |  |  |                           |                           |                           |  |  |          |          |          |
|  |                                   |                                   |                                   |                      | 0  |                                  |                                  |                                  |  |  |                           |                           |                           |  |  |          |          |          |
|  |                                   | SV Ried                           | 1                                 |                      |    |                                  |                                  |                                  |  |  |                           |                           |                           |  |  |          |          |          |
|  |                                   | SV Ried                           | 1                                 | SV Ried              | 21 |                                  |                                  |                                  |  |  |                           |                           |                           |  |  |          |          |          |
|  |                                   |                                   |                                   | SV Ried              | 21 |                                  |                                  |                                  |  |  |                           |                           |                           |  |  |          |          |          |
|  |                                   |                                   |                                   | LASK Linz            | 1  |                                  |                                  |                                  |  |  |                           |                           |                           |  |  |          |          |          |
|  |                                   | LASK Linz                         | 72 (21)                           | LASK Linz            | 1  |                                  |                                  |                                  |  |  |                           |                           |                           |  |  |          |          |          |
|  |                                   |                                   |                                   |                      |    |                                  |                                  |                                  |  |  |                           |                           |                           |  |  |          |          |          |
|  |                                   | SV Mattersburg                    | 62 (21)                           |                      |    |                                  |                                  |                                  |  |  |                           |                           |                           |  |  |          |          |          |
|  |                                   | SV Mattersburg                    | 62 (21)                           | SV Ried              | 1  |                                  |                                  |                                  |  |  |                           |                           |                           |  |  |          |          |          |
|  |                                   |                                   |                                   | SV Ried              | 1  |                                  |                                  |                                  |  |  |                           |                           |                           |  |  |          |          |          |
|  |                                   |                                   | FK Austria Wien                   | 3                    |    |                                  |                                  |                                  |  |  |                           |                           |                           |  |  |          |          |          |
|  |                                   | FC Lustenau 07                    | FK Austria Wien                   | 3                    | 1  |                                  |                                  |                                  |  |  |                           |                           |                           |  |  |          |          |          |
|  |                                   |                                   |                                   |                      |    |                                  |                                  |                                  |  |  |                           |                           |                           |  |  |          |          |          |
|  |                                   | Wolfsberger AC                    | 2                                 |                      |    |                                  |                                  |                                  |  |  |                           |                           |                           |  |  |          |          |          |
|  |                                   | Wolfsberger AC                    | 2                                 | Wolfsberger AC       | 1  |                                  |                                  |                                  |  |  |                           |                           |                           |  |  |          |          |          |
|  |                                   |                                   |                                   | Wolfsberger AC       | 1  |                                  |                                  |                                  |  |  |                           |                           |                           |  |  |          |          |          |
|  |                                   |                                   |                                   | FK Austria Wien      | 2  |                                  |                                  |                                  |  |  |                           |                           |                           |  |  |          |          |          |
|  |                                   | Villacher SV                      | 0                                 | FK Austria Wien      | 2  |                                  |                                  |                                  |  |  |                           |                           |                           |  |  |          |          |          |
|  |                                   |                                   |                                   |                      |    |                                  |                                  |                                  |  |  |                           |                           |                           |  |  |          |          |          |
|  |                                   | FK Austria Wien                   | 4                                 |                      |    |                                  |                                  |                                  |  |  |                           |                           |                           |  |  |          |          |          |

1: nach Verlängerung
2: im Elfmeterschießen

## Wettspielleitungen
Endstand:
| Name                                                                                               | Geburts- datum         | Quali- fikation        | Landes- verband        | Spiele |      |      |      | Elf- meter | Anmerkung |
| -------------------------------------------------------------------------------------------------- | ---------------------- | ---------------------- | ---------------------- | ------ | ---- | ---- | ---- | ---------- | --------- |
| Robert Schörgenhofer                                                                               | 21.02.1973             | FIFA                   | V                      | 4      | 27   | 0    | 0    | 1          |           |
| Christian Dintar                                                                                   | 22.03.1974             | BL                     | B                      | 3      | 6    | 0    | 0    | 1          |           |
| Rene Eisner                                                                                        | 02.09.1975             | FIFA                   | ST                     | 3      | 12   | 0    | 1    | 1          | Finale    |
| Markus Hameter                                                                                     | 11.04.1980             | FIFA                   | NÖ                     | 3      | 16   | 1    | 0    | 0          |           |
| Christopher Jäger                                                                                  | 23.01.1985             | EL                     | S                      | 3      | 13   | 1    | 0    | 3          |           |
| Andreas Kollegger                                                                                  | 04.08.1981             | EL                     | ST                     | 3      | 16   | 0    | 0    | 1          |           |
| Manfred Krassnitzer                                                                                | 16.02.1968             | BL                     | K                      | 3      | 16   | 1    | 0    | 0          |           |
| Walter Altmann                                                                                     | 24.12.1984             | EL                     | T                      | 2      | 8    | 1    | 1    | 0          |           |
| Gregor Danler                                                                                      | 20.06.1986             | RL                     | T                      | 2      | 7    | 0    | 0    | 0          |           |
| Bernd Eigler                                                                                       | 10.07.1984             | EL                     | ST                     | 2      | 9    | 1    | 0    | 1          |           |
| Sebastian Gishamer                                                                                 | 13.10.1988             | RL                     | S                      | 2      | 16   | 0    | 0    | 1          |           |
| Alexander Harkam                                                                                   | 17.11.1981             | FIFA                   | ST                     | 2      | 4    | 0    | 0    | 0          |           |
| Andreas Heiß                                                                                       | 18.04.1983             | EL                     | T                      | 2      | 13   | 1    | 1    | 1          |           |
| Harald Lechner                                                                                     | 30.07.1982             | FIFA                   | W                      | 2      | 9    | 1    | 0    | 0          |           |
| Thomas Prammer                                                                                     | 17.05.1973             | BL                     | OÖ                     | 2      | 7    | 0    | 0    | 1          |           |
| Julian Weinberger                                                                                  | 14.02.1985             | RL                     | W                      | 2      | 11   | 1    | 1    | 1          |           |
| Gerd Adanitsch                                                                                     | 08.12.1970             | RL                     | ST                     | 1      | 7    | 1    | 0    | 1          |           |
| Philipp Aiginger                                                                                   | 14.01.1984             | EL                     | NÖ                     | 1      | 5    | 0    | 0    | 0          |           |
| Gerald Bauernfeind                                                                                 | 01.04.1981             | RL                     | ST                     | 1      | 8    | 0    | 1    | 0          |           |
| Roland Brandner                                                                                    | 24.01.1978             | RL                     | OÖ                     | 1      | 3    | 0    | 0    | 0          |           |
| Roland Braunschmidt                                                                                | 06.06.1975             | RL                     | B                      | 1      | 5    | 0    | 0    | 0          |           |
| Senad Cerimagic                                                                                    | 07.07.1983             | RL                     | NÖ                     | 1      | 5    | 0    | 0    | 0          |           |
| Petru Ciochirca                                                                                    | 20.06.1989             | RL                     | ST                     | 1      | 5    | 0    | 0    | 0          |           |
| Andreas Feichtinger                                                                                | 23.11.1983             | EL                     | OÖ                     | 1      | 7    | 1    | 0    | 0          |           |
| Gerhard Grobelnik                                                                                  | 11.04.1980             | FIFA                   | W                      | 1      | 3    | 0    | 0    | 0          |           |
| Andreas Heidenreich                                                                                | 31.03.1984             | RL                     | W                      | 1      | 7    | 0    | 0    | 0          |           |
| Alain Hoxha                                                                                        | 02.08.1973             | RL                     | W                      | 1      | 4    | 0    | 0    | 0          |           |
| Richard Hübler                                                                                     | 15.01.1983             | RL                     | ST                     | 1      | 6    | 0    | 0    | 1          |           |
| Markus Katona                                                                                      | 27.05.1984             | RL                     | NÖ                     | 1      | 6    | 0    | 0    | 0          |           |
| Maximilian Kolbitsch                                                                               | 11.03.1985             | RL                     | W                      | 1      | 7    | 0    | 0    | 0          |           |
| Andreas Kolleger                                                                                   | 04.08.1981             | EL                     | ST                     | 1      | 8    | 1    | 1    | 0          |           |
| Dieter Muckenhammer                                                                                | 12.02.1981             | BL                     | OÖ                     | 1      | 2    | 0    | 1    | 0          |           |
| Dominik Ouschan                                                                                    | 28.01.1984             | BL                     | V                      | 1      | 4    | 0    | 0    | 1          |           |
| Roland Riedel                                                                                      | 31.07.1988             | RL                     | S                      | 1      | 3    | 0    | 0    | 0          |           |
| Andreas Rothmann                                                                                   | 27.11.1976             | RL                     | OÖ                     | 1      | 6    | 0    | 0    | 0          |           |
| Klaus Strasser                                                                                     | 28.11.1970             | RL                     | ST                     | 1      | 4    | 0    | 0    | 1          |           |
| Helmut Trattnig                                                                                    | 01.09.1983             | RL                     | K                      | 1      | 5    | 0    | 0    | 0          |           |
| Christian Trunner                                                                                  | 03.08.1979             | RL                     | NÖ                     | 1      | 6    | 0    | 0    | 0          |           |
| Andreas Witschnigg                                                                                 | 29.04.1983             | RL                     | K                      | 1      | 5    | 1    | 0    | 0          |           |
| Gesamt                                                                                             | Gesamt                 | Gesamt                 | Gesamt                 | 63     | 311  | 12   | 7    | 16         |           |
| Durchschnitt pro Spiel                                                                             | Durchschnitt pro Spiel | Durchschnitt pro Spiel | Durchschnitt pro Spiel | —      | 4,94 | 0,19 | 0,11 | 0,25       |           |
| Legende: FIFA = FIFA-Kader / BL = Bundesligakader / EL = Erste Liga-Kader / RL = Regionalligakader |                        |                        |                        |        |      |      |      |            |           |